# Alfred Döblin

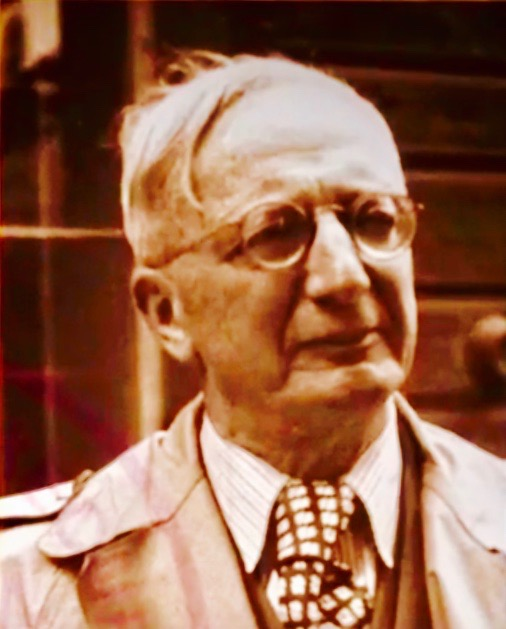
Alfred Döblin, 9. Juli 1947

Bruno Alfred Döblin (* 10. August 1878 in Stettin; † 26. Juni 1957 in Emmendingen) war ein deutscher Psychiater und Schriftsteller.
Sein episches Werk umfasst mehrere Romane, Novellen und Erzählungen, daneben verfasste er unter dem Pseudonym Linke Poot satirische Essays und Polemiken. Als führender Expressionist und Wegbereiter der literarischen Moderne in Deutschland integrierte Döblin früh das Hörspiel und Drehbuch in seinem Werk. 1920 veröffentlichte er den historischen Roman Wallenstein. Darüber hinaus setzte Döblin als avantgardistischer Romantheoretiker mit den Schriften An Romanautoren und ihre Kritiker. Berliner Programm, Bemerkungen zum Roman und Der Bau des epischen Werks zahlreiche Impulse in der erzählenden Prosa frei. Sein weitaus am stärksten rezipierter Roman ist Berlin Alexanderplatz.
Alfred Döblin stammte aus einer Familie assimilierter Juden. In seinem zehnten Lebensjahr trennte sich der Vater von seiner Frau und ließ die Familie mittellos zurück. Das plötzliche Verschwinden des Vaters traumatisierte den Jungen nachhaltig. 
Bereits in seinem letzten Schuljahr verfasste Döblin mehrere Erzählungen und einen Kurzroman. Nach dem Abitur studierte er Medizin, wurde 1905 promoviert und Assistenzarzt in der damals im Kloster Prüll in Regensburg im Aufbau befindlichen Psychiatrischen Anstalt. 1912 heiratete er die Medizinstudentin Erna Reiss.
Die Metropole Berlin wurde Döblins eigentliche Heimat. Er schloss sich dem Sturmkreis um Herwarth Walden an. Döblin wurde mit seinem Erzählband Die Ermordung einer Butterblume und andere Erzählungen sowie den Romanen Die drei Sprünge des Wang-lun und Berge, Meere und Giganten zu einem der führenden Exponenten der expressionistischen Literatur. Im Ersten Weltkrieg war er als Lazarettarzt an der Westfront stationiert. In der Weimarer Republik wurde der streitbare Döblin einer der führenden Intellektuellen des linksbürgerlichen Spektrums.
Nach der NS-Machtübernahme 1933 floh Döblin aus Deutschland und kehrte nach dem Ende des Zweiten Weltkrieges zurück, um Deutschland 1953 erneut zu verlassen. Große Teile seines literarischen Schaffens, darunter die Amazonas-Trilogie, die Novembertetralogie und der letzte Roman Hamlet oder Die lange Nacht nimmt ein Ende werden der Exil-Literatur zugeordnet. 1941 konvertierte er zum katholischen Glauben, bereits 1936 hatte Döblin die französische Staatsbürgerschaft angenommen.

## Leben

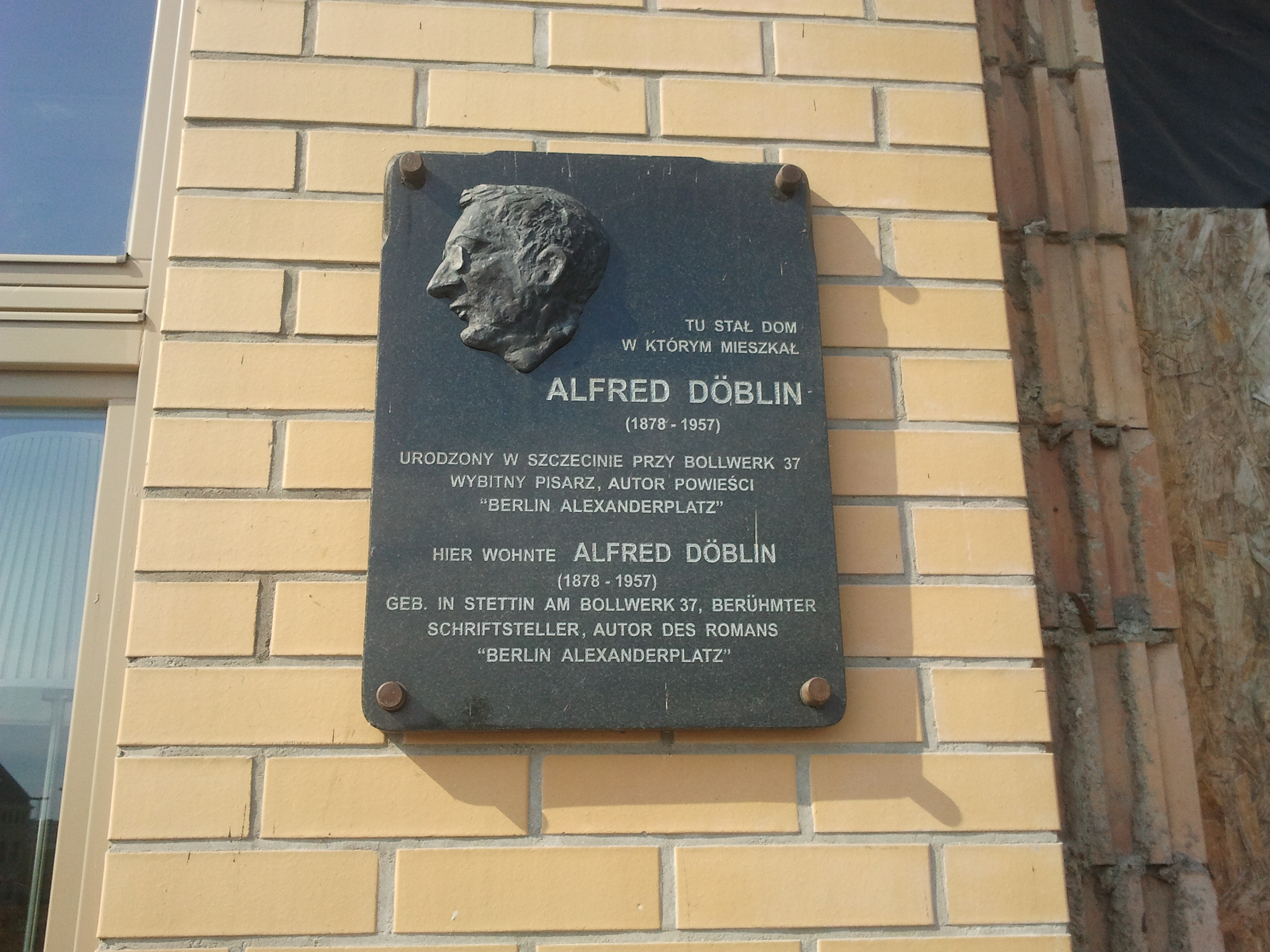
Gedenktafel an der Stelle von Alfred Döblins Geburtshaus in Stettin

### Herkunft und Jugend
Alfred Döblin stammte aus einer bürgerlichen Familie assimilierter Juden. Als viertes Kind des Ehepaares Max und Sophie Döblin wurde er am 10. August 1878 in Stettin geboren. Seine Mutter gehörte als Tochter eines jüdischen Materialwarenhändlers aus Samter zur wohlhabenden Schicht Posens, der Großvater väterlicherseits sprach als Muttersprache zwar noch Jiddisch, war aber seit Anfang des 19. Jahrhunderts in Stettin ansässig. Max Döblin (1846–1921), mütterlicherseits ein Cousin des Operettenkomponisten Leon Jessel, war wie sein Vater Simon Döblin von Beruf Schneidermeister. Nach Vorwahl seiner Eltern heiratete er die vermögende Sophie Freudenheim (1844–1920). Die eingebrachte Mitgift finanzierte das neu errichtete Konfektionsgeschäft und sicherte der Familie fortan ein überdurchschnittliches Einkommen. Dem nach der Gründerzeit einsetzenden wirtschaftlichen Abschwung, der Max Döblin zur Betriebsaufgabe zwang, konnte die Familie durch eine Zuschneidestube begegnen. 1885 wurde Döblin in der Friedrich-Wilhelm-Schule, einem Realgymnasium, eingeschult. Trotz der auffallenden Kurzsichtigkeit des Jungen, der schon während seiner Vorschulzeit auf den vordersten Bänken Platz nehmen musste, weigerte sich der Vater, ihm eine Sehhilfe zu kaufen. Im Gegensatz zu seinen Geschwistern, darunter der ältere Bruder Hugo Döblin, war Alfred Döblin bereits sehr früh an Literatur interessiert. Er schlug damit in gewisser Weise seinem Vater nach, der Klavier und Violine spielte, zeichnete und in der Synagoge sang. Die Ehe seiner Eltern zerbrach Juni 1888 endgültig; Max Döblin verließ seine Frau und vier Kinder für die zwanzig Jahre jüngere Schneidermamsell Henriette Zander, mit der er über Hamburg nach New York emigrierte.
Im selben Jahr verließ Sophie Döblin mit ihren Kindern Stettin und zog nach Berlin, wo ihr Bruder Rudolf Freudenheim eine Möbelfabrik betrieb und die mittellose Familie auf weitere Hilfe hoffen konnte. Die Döblins wohnten zunächst in der Blumenstraße im Stadtteil Friedrichshain, später in der Markusstraße, der Landsberger Straße, Marsiliusstraße 20, Singerstraße 108 und 122. Der älteste Sohn, Ludwig, begann eine Lehre in der Firma seines Onkels, um die Familie mitzuversorgen. In Berlin war die Familie einer größeren Armut und dem Antisemitismus ausgesetzt. „Die Döblins gehörten zum Proletariat“. 1891 durfte Döblin wieder eine Schule, das Köllnische Gymnasium, besuchen. Durch die vorangegangenen Umzüge und wegen des fehlenden Schulgelds war Döblin schon drei Jahre älter als seine Mitschüler, obendrein fielen seine schulischen Leistungen stark ab. Der Gymnasiast begann sich wieder mehr für die Literatur zu interessieren. Zu seinen Lektüren zählten unter anderem Kleists Dramen, Friedrich Hölderlins Hyperion und dessen Gedichte, Dostojewskis Brüder Karamasow sowie die philosophischen Werke Spinozas, Schopenhauers und Nietzsches. August Bebels Schrift Die Frau und der Sozialismus integrierte der 18-Jährige in seinem prosaischen Versuch Modern (1896). 1900 legte er schließlich als 22-Jähriger das Abitur ab und verfasste, geprägt von der Sprachskepsis Fritz Mauthners wie dem Naturalismus von Arno Holz, den Kurzroman Jagende Rosse.

### Studium der Medizin und Wirken als Arzt
In Berlin begann Döblin das Studium der Medizin, das er 1904 in Freiburg fortsetzte und 1905 mit der Dissertation Gedächtnisstörungen bei der Korsakoffschen Psychose bei Alfred Hoche abschloss. Er freundete sich mit Herwarth Walden und der Dichterin Else Lasker-Schüler an. Während seiner Studienzeit verfasste er mehrere Erzählungen, darunter die Novelle Ermordung einer Butterblume. Die erste Anstellung fand Döblin als Assistenzarzt an der damals im ehemaligen Kloster Prüll in Regensburg im Aufbau befindlichen Psychiatrischen Anstalt (Kreisirrenanstalt Karthaus-Prüll in Regensburg), aus der das heutige Bezirksklinikum Regensburg hervorging. Von 1906 bis 1908 arbeitete er in der Irrenanstalt Buch in Berlin. Dort verliebte er sich in die sechzehnjährige Krankenschwester Frieda Kunke, die im Oktober 1911 den gemeinsamen Sohn Bodo Kunke gebar. Döblin publizierte währenddessen gehäuft psychiatrische Fachtexte. Nach 1908 hatte er im städtischen Krankenhaus Am Urban die Stelle eines Assistenzarztes inne und lernte hier seine spätere Ehefrau, die Medizinstudentin Erna Reiss (1888–1957), kennen. Im Jahre 1911 beendete Döblin offiziell die Beziehung zu Frieda Kunke (1891–1918) und heiratete, wie einst sein Vater, mit Erna Reiss eine vermögendere Frau. Schon 1909 war er aus der Pillauer Straße 7 in die Blücherstraße 18 umgezogen. Er eröffnete eine Kassenpraxis, sein Sohn Peter wurde geboren, der Erzählband Die Ermordung einer Butterblume und andere Erzählungen erschien im November. Daneben entstanden die ersten romantheoretischen Arbeiten. Die Beziehung zu Frieda Kunke lief heimlich bis zu deren Tod weiter, Döblin hatte regelmäßigen Kontakt zu seinem ältesten Sohn und unterstützte ihn finanziell. Er trat aus der jüdischen Gemeinde aus und ließ auch seine ehelichen Kinder vor dem Schuleintritt als Christen eintragen. 1913 verlegte er als Internist und Nervenarzt seine Praxis in die Frankfurter Allee 194.

### Expressionismus

#### Schriftsteller und Theoretiker

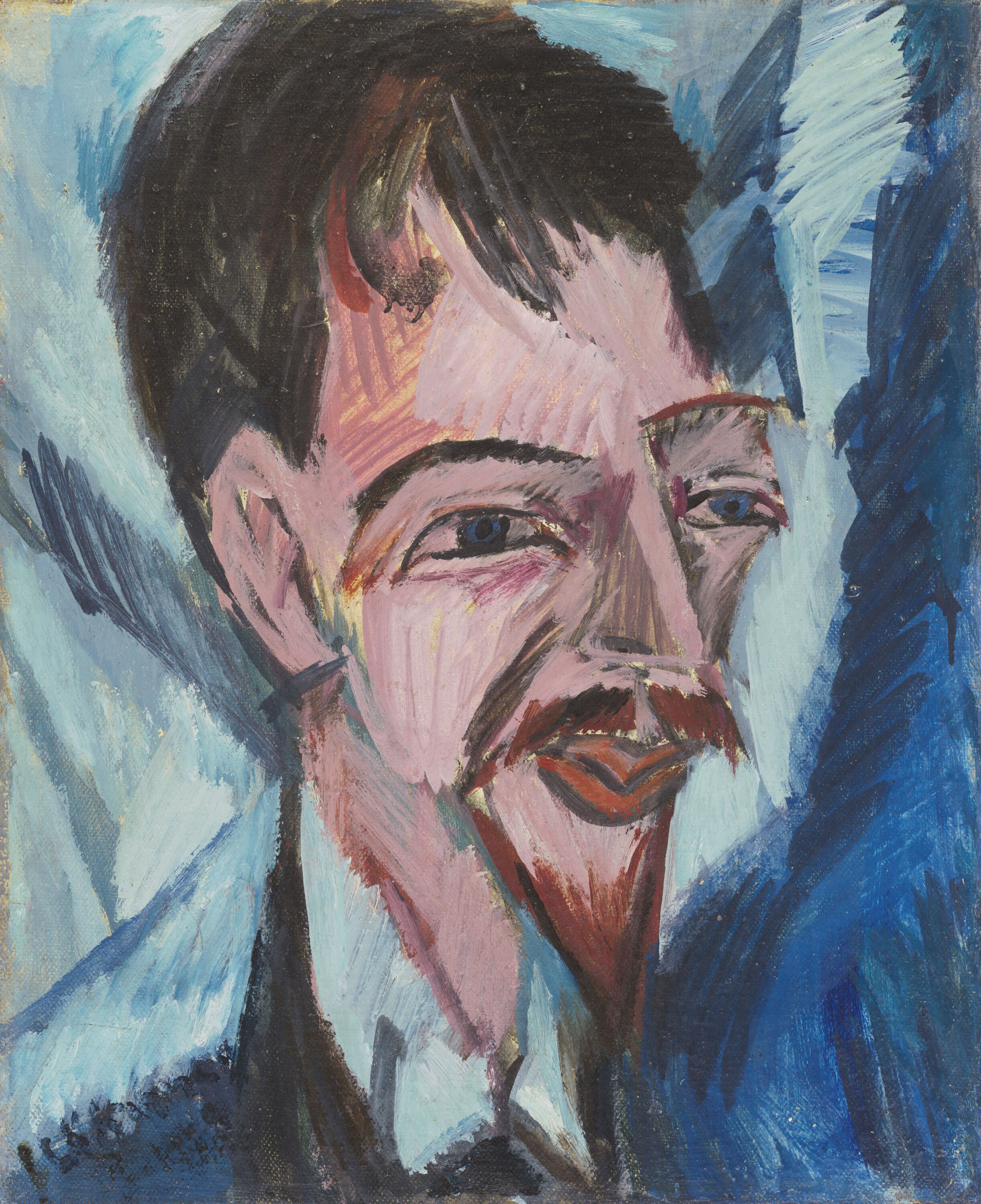
Bildnis Alfred Döblins von Ernst Ludwig Kirchner, 1912, Busch-Reisinger Museum

Döblin gilt als der „bedeutendste Romancier des Expressionismus“, wobei sein vielfältiges Werk allerdings über die Epoche selbst weit hinausgeht. Die frühesten Erzählwerke wie Adonis und Der schwarze Vorhang sind motivisch wie stofflich noch der ausgehenden Epoche des Fin de Siècle verpflichtet und von der Sprachkritik Fritz Mauthners beeinflusst. Alsbald sollten die ersten avantgardistischen experimentellen Erzählungen Die Tänzerin und der Leib, Die Segelfahrt und Die Ermordung einer Butterblume folgen. In der 1910 von Herwarth Walden gegründeten Zeitschrift Der Sturm gelang Döblin die erste Publikation seiner Erzählungen. Begeistert begrüßte er anlässlich einer Berliner Futurismus-Ausstellung im Jahr 1912 die neue Bewegung, um sich ein Jahr später von ihr wieder zu distanzieren. Döblin hatte auf Filippo Tommaso Marinettis Artikel Schlacht mit einer scharfen Kritik in Waldens Zeitschrift geantwortet. Er warf in seinem offenen Brief „Futuristische Worttechnik“ Marinetti vor, dass die Zerstörung der Syntax, die hartnäckige Ablehnung von Tradition und Historie wie dessen eindimensionaler Wirklichkeitsbegriff für eine neue Literatur unzureichend seien. Der Brief endete mit dem Ausruf: „Pflegen Sie Ihren Futurismus. Ich pflege meinen Döblinismus.“ Darauf antwortete ihm der französische Dichter Guillaume Apollinaire: „Es lebe der Döblinismus.“ Beide teilten die provokative dichterische Haltung sowie eine gewisse Skepsis gegenüber dem italienischen Futurismus. Döblin rezipierte die Poetik Marinettis und entwickelte in jener Auseinandersetzung die expressionistischen Gestaltungsmittel. Ergebnis war ein eruptiver Stil, der durch eine Abwendung von der auktorialen Erzählperspektive, Verknappung der Sprache, Personifizierung der Natur, Dynamisierung, Aufgabe kausaler Erzählmuster, Zerschlagung des Psychologismus und die dem Futurismus entlehnte Destruktion der Syntax wie Streichung der Interpunktion, die jedoch im Falle Döblins moderat ausfiel, gekennzeichnet ist. Dadurch gelang es ihm schließlich, die deutschsprachige Epik zu modernisieren, frei von der Einseitigkeit und dem Dogmatismus der frühen avantgardistischen Strömungen des 20. Jahrhunderts. Mit seinem 1913 erschienenen Essay An Romanautoren und ihre Kritiker. Berliner Programm bereitete er theoretisch den Montageroman vor und entwarf eine antibürgerliche wie antirealistische Poetik. Seit 1912 arbeitete er an seinem Roman Die drei Sprünge des Wang-lun und veröffentlichte ihn nach mehreren Anläufen 1916 im S. Fischer Verlag. Der Roman kann als Döblins Antwort auf Marinettis 1909 erschienenes Werk Marfarka der Futurist – Afrikanischer Roman betrachtet werden. Dem Autor gelang damit nicht nur der literarische Durchbruch und die Anerkennung als avantgardistischer Schriftsteller, sondern ein gewichtiger Beitrag zur Rezeption Chinas innerhalb der deutschen Literatur.

#### Der Erste Weltkrieg
Um einer zwangsweisen Einberufung zum Ersten Weltkrieg zuvorzukommen, meldete sich Döblin 1914 als Freiwilliger und ergriff früh Partei für Deutschland. In seinem Aufsatz Reims, der im Dezember 1914 in der Neuen Rundschau erschien, rechtfertigte er selbst den Beschuss der Kathedrale durch deutsche Truppen. Während des Krieges diente Döblin als Militärarzt vor allem in einem Seuchenlazarett in Saargemünd. In Lothringen begann er auch mit der Arbeit an seinem Roman Wallenstein. 1915 wurde Döblins Sohn Wolfgang Döblin geboren, 1917 der Sohn Klaus. Im August 1917 verließ er mit Frau und Kindern Saargemünd und zog nach Hagenau um. Döblins Versetzung ging ein Verstoß gegen das Beschwerdeverfahren voraus. In Hagenau war er in zwei Krankenhäusern tätig und führte Juni 1918 Gesundheitskontrollen bei Kriegsgefangenen durch. Im August erfolgte die Ernennung zum Kriegs-Assistenzarzt auf Widerruf. Döblin wandelte im Kriegsverlauf seine Haltung; schickte er Februar 1915 noch an Walden ein Telegramm mit der Nachricht „hurra die russen in der tinte = herzlich doeblin“, begann er ein Jahr später seine politische Anschauung langsam zu revidieren. Hatte die Absetzung des Zaren einen ersten Wandel bei Döblin bewirkt, zeigte er mit dem Artikel Es ist Zeit! August 1917 Sympathie für die russische Revolution. Am 14. November verließ Döblin mit dem Lazarettpersonal Hagenau.

### Die Weimarer Republik
Im Jahr 1919 beendete Döblin seinen Roman Wallenstein, der ein Jahr darauf in zwei Bänden erschien. Obgleich der Roman im Dreißigjährigen Krieg spielt, ist er von „dieser furchtbaren Zeit“, dem Ersten Weltkrieg, geprägt. Der 1920 erschienene Roman ist nach Peter Sprengel „gegen das positivistische Geschichtsverständnis des 19. Jahrhunderts gerichtet“. Darüber hinaus stellt Döblins Wallenstein laut Hans Vilmar Geppert „das erste konsequente Beispiel“ eines historischen Romans der Moderne dar. Nachdem er sich 1919 als Arzt mit eigener Kassenpraxis in der Frankfurter Allee 340 (heute Karl-Marx-Allee 121–131) niedergelassen hatte, wurde er Augenzeuge der Berliner Märzkämpfe, in denen seine Schwester Meta Goldberg durch Granatsplitter zu Tode kam. Später sollte er die Wirren in seinem umfangreichsten Roman November 1918 thematisieren. Döblin, der schon kurz nach Kriegsende für die Demokratie Partei ergriff und 1918 der USPD beitrat, verfasste unter dem Pseudonym Linke Poot in der Neuen Rundschau erste Polemiken. In der 1921 veröffentlichten Teilsammlung Der deutsche Maskenball, gesammelte Glossen und Satiren, kritisierte er in erster Linie die politischen Verhältnisse der Weimarer Republik. „Die Republik war von einem weisen Mann aus dem Auslande ins Heilige Römische Reich gebracht; was man mit ihr machen sollte, hatte er nicht gesagt: es war eine Republik ohne Gebrauchsanweisung.“ Döblin bejahte die Demokratie und verfolgte mit seinen journalistischen Arbeiten eine Erhöhung des Demokratiebewusstseins innerhalb der Bevölkerung. In seinem 1918 in der Neuen Rundschau veröffentlichten Essay Von der Freiheit eines Dichtermenschen erteilte er dem Expressionismus, den er als Bewegung verstand, eine deutliche Absage: „Die der Bewegung mit Leib und Seele verschrieben sind, werden ihre Märtyrer. Sie werden von der Bewegung aufgebraucht und bleiben nachher liegen, krüppelhaft, invalide.“ Gleichwohl gehört der 1921 begonnene und 1924 veröffentlichte Roman Berge Meere und Giganten mit seinen zahlreichen Stilexperimenten wie zum Beispiel der Aneinanderreihung von Substantiven und Verben ohne Interpunktion oder einer an den Roman Wallenstein angelehnten Syntax, die durch plötzliche Perspektivenwechsel gekennzeichnet ist, zur Avantgarde der ersten Jahrhunderthälfte. Ebenfalls 1921 lernte er Charlotte Niclas (1900–1977), von Döblin Yolla genannt, kennen. Die Fotografin wurde Döblins langjährige Geliebte und inspirierte ihn zu seinem Versepos Manas. 1926 kam der jüngste Sohn Stephan zur Welt.
Nachdem es 1923 im Berliner Scheunenviertel zu Pogromen gekommen war, wurde Döblin mit seiner eigenen jüdischen Herkunft konfrontiert. Drei Jahre zuvor hatte er sich bereits in einer Glosse der Neuen Rundschau vom Standpunkt eines assimilierten Juden zum Antisemitismus geäußert: „Ich las einmal, daß die Juden als abgestorbenes Volk einen gespenstigen Eindruck machten und Dämonenfurcht auslösten; der Judenhaß gehört tiefer zu den kulturhistorischen Dämonopathien, in eine Reihe und in dieselbe seelische mit Gespensterfurcht, Hexenglauben.“ Döblin, der bereits am jiddischen Theater interessiert war, begann sich nun mit der jiddischen Literatur zu beschäftigen, nahm Einladungen zu zionistischen Veranstaltungen wahr und zeigte seine Solidarität mit den Juden Osteuropas. In seinem 1924 gehaltenen Vortrag Zionismus und westliche Kultur beharrte er auf der „Autonomisierung der Ostjuden“ und bereiste im gleichen Jahr Polen.
Döblin gehörte zu den Mitbegründern der Gruppe 1925, einer Vereinigung vorwiegend linksgerichteter Schriftsteller, Künstler und Journalisten. Am Ende der Weimarer Republik begann die ideologische Frontstellung auch das Kulturleben immer stärker zu erfassen. Döblin, der 1928 in die Sektion für Dichtkunst der Preußischen Akademie der Künste berufen wurde, vertrat innerhalb der Sektion gemeinsam mit Heinrich Mann eine linksbürgerliche Position.
Döblin charakterisierte seine eigene politische Einstellung als Sozialist 1928:

„Manchmal scheint es, er steht bestimmt links, sogar sehr links, etwa links hoch zwei, dann wieder spricht er Sätze, die entweder unbedacht sind, was bei einem Mann seines Alters durchaus unzulässig ist, oder tut so, als stünde er über den Parteien, lächle in poetischer Arroganz.“

Um 1930 begann der Bund proletarisch-revolutionärer Schriftsteller mit der Ausgrenzung linksbürgerlicher Schriftsteller, wozu der BPRS auch Döblin zählte. 1931 publizierte Döblin die Schrift Wissen und Verändern, worin er sich gegen den Marxismus aussprach:

„Ich erkenne die Gewalt der Ökonomie, das Bestehen von Klassenkämpfen an. Ich erkenne aber nicht an, daß Klasse und Klassenkampf, diese wirtschaftlichen und politischen Erscheinungen, nach „physikalischen“, dem menschlichen Zugriff entzogenen Gesetzen verlaufen.“

1929 erschien Döblins bekanntester Roman Berlin Alexanderplatz. Die Geschichte vom Zementarbeiter Franz Biberkopf, der seine Freundin Ida erschlagen hat, aus der Haft entlassen nur anständig sein will und vom Leben mehr verlangt als das Butterbrot, wurde einer der größten Erfolge der Weimarer Republik. Der Roman gilt als erster und bedeutendster deutschsprachiger Großstadtroman. Als Schlüsseltext der Moderne fand er Eingang in Schulen und Universitäten.

### Jahre der Emigration

#### Flucht und Exil
Einen Tag nach dem Reichstagsbrand verließ der Schriftsteller auf Bitten seiner Freunde Deutschland und überschritt am 28. Februar 1933 die Schweizer Grenze. Am 3. März folgten ihm seine Ehegattin sowie die Söhne Peter (Pierre/Peter Doblin, 1912–1994), Klaus (Claude Doblin, 1917–2005) und Stefan (Etienne/Stephan Doblin, 1926–2022) nach Zürich. In der Schweiz durfte Döblin seinen Lebensunterhalt nicht als Arzt bestreiten, weshalb er im September nach Paris übersiedelte. Die mangelhaften Fremdsprachenkenntnisse Döblins standen einer Verbesserung seiner misslichen Lage im Wege. Der 1932 begonnene Roman Babylonische Wandrung oder Hochmut kommt vor dem Fall konnte zwar 1934 im Querido Verlag erscheinen, doch brachte die Groteske dem Autor weder finanziellen Erfolg, noch konnte Döblin an das vorangegangene Werk anschließen. Ein Jahr darauf erschien der Roman Pardon wird nicht gegeben. Der Roman weist große Unterschiede zu Döblins erzählerischem Werk auf; zum einen handelt es sich um einen Roman in der Tradition des bürgerlichen Realismus, der obendrein jegliche moderneren Stilexperimente vermeidet; zum anderen enthält die Geschichte zahlreiche autobiografische Passagen. 1935 emigrierte sein ältester Sohn Peter in die Vereinigten Staaten. Im Oktober 1936 erhielt Döblin dank André François-Poncet und der eingegangenen Verpflichtung seiner Söhne Wolfgang und Klaus (Claude Doblin) zum Militärdienst bei den französischen Streitkräften gemeinsam mit seiner Ehefrau und dem jüngsten Sohn Stefan (Stephan Doblin) die französische Staatsbürgerschaft.
Bei Kriegsausbruch wurde Döblin Mitglied des Commissariat de l’Information, eines französischen Ministeriums zur Propaganda gegen das Dritte Reich, wo er unter anderem Flugblätter verfasste. Nach Dieter Schiller wollte Döblin zum „Kampf gegen Nazismus – freilich auch gegen den Bolschewismus, den er nach dem Hitler-Stalin-Pakt vom August 1939 als dessen Verbündeten ansah“, beitragen. 1937 erschien Döblins Die Fahrt ins Land ohne Tod, der erste Band der Amazonas-Trilogie. Das Werk stellt eine Kritik an der Kolonialisierung Südamerikas dar und ist nach dem Schriftsteller selbst eine „Art epischer Generalabrechnung mit unserer Civilisation“. Kurz vor dem zügigen Einmarsch der Wehrmacht floh er mit seiner Ehefrau und dem jüngsten Sohn Stéphan aus Paris. Die überstürzte Flucht, die ihn von seiner Familie trennte, führte ihn nach Stationen in Tours und Moulins weiter über Clermont-Ferrand, Capdenac, Cahors und Rodez, bevor er im Juni 1940 im Flüchtlingslager La Vernède in Mende landete. Über diesen Lageraufenthalt wie auch über sein Erweckungserlebnis in der Kathedrale von Mende berichtete Döblin ausführlich in seinem Buch Schicksalsreise.
Von Mende aus traf Döblin am 24. Juni 1940 in Le Puy ein, und am 10. Juli kam die Familie in Toulouse wieder zusammen. Zwanzig Tage später reiste sie nach Lissabon und emigrierte in die Vereinigten Staaten.
In Hollywood konnten sie eine kleine Wohnung beziehen, da Alfred Döblin für 100 Dollar die Woche eine Anstellung als Schreiber bei MGM bekam. In einem aus weiteren Exilanten wie Alfred Polgar bestehenden Autorenteam unter Leitung von George Froeschels lieferte Döblin sowohl zum mit dem Drehbuch-Oscar prämierten Film Mrs. Miniver (1942) als auch zum oscarnominierten Random Harvest (1942) Vorschläge für die Ausgestaltung je einer Szene ab. Beide Male wurden die gelungenen Skripte ins Englische übersetzt und in die Drehbücher übernommen – Döblins Szenenentwürfe sind erhalten. Dennoch lief sein Probejahr 1941 bei MGM ohne weitere Beschäftigung aus. 1943 beendete Döblin seine Novembertetralogie. Unterstützung bekam der verarmte Schriftsteller fortan vom Writers Fund, dem Schriftsteller Lion Feuchtwanger und von jüdischen Organisationen, vor denen Döblin seine Konversion geheim halten musste.

#### Konversion zum katholischen Glauben
Am 30. November 1941 ließ sich Döblin gemeinsam mit seiner Frau und Sohn Stephan in Hollywoods Blessed Sacrament Church taufen. Der Konversion war 1940 ein Erweckungserlebnis in der Kathedrale von Mende vorausgegangen. An der Feier zu seinem 65. Geburtstag bekannte sich Döblin vor fast zweihundert Gästen, darunter waren zahlreiche Exil-Schriftsteller, in einer Rede zum Christentum und prangerte einen moralischen Relativismus an. Der anwesende Bertolt Brecht reagierte später auf Döblins Konversion gar mit einem eigenen Gedicht, das den Titel „Peinlicher Vorfall“ trägt. Gottfried Benn spöttelte: „Döblin, einst großer Avantgardist, und Franz Biberkopf vom Alexanderplatz, wurde streng katholisch und verkündet Ora et labora.“ Ursache der strikten Ablehnung, selbst durch ehemalige Weggefährten wie Brecht, der Döblins Konversion einzig als Ergebnis einer schrecklichen Flucht einordnen konnte, ist nach Karl-Josef Kuschel die seit der Aufklärung herrschende Vorstellung von einer Dichotomie zwischen Kunst und Religion: „Wer religiös geworden ist, scheidet als ernstzunehmender Künstler aus.“

### Rückkehr nach Europa

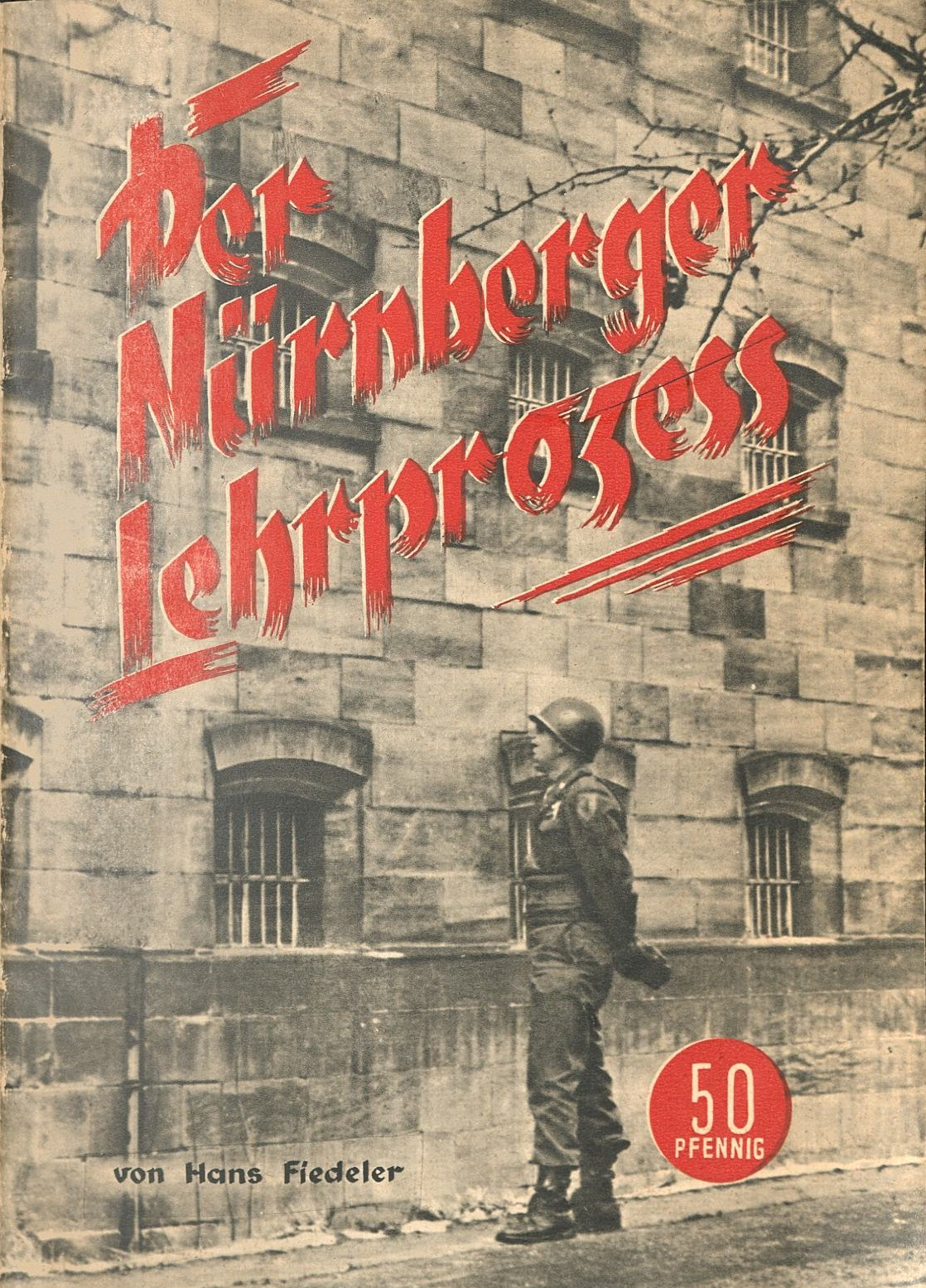
Unter dem Pseudonym Hans Fiedeler (1946)

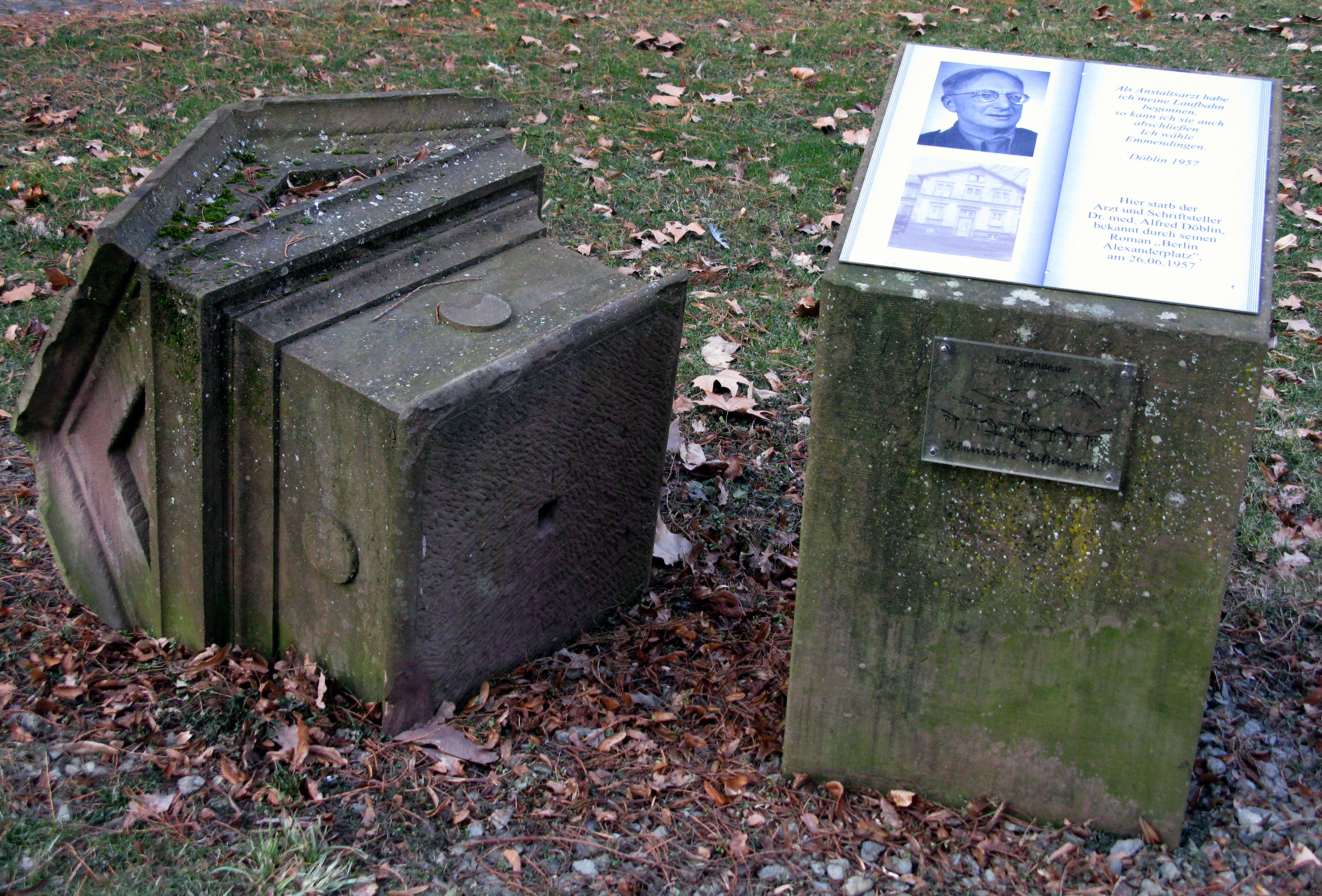
Döblin-Denkmal im Park des Zentrums für Psychiatrie (damals Psychiatrisches Landeskrankenhaus) in Emmendingen

Döblin war einer der ersten Exilautoren, die nach Europa zurückkehrten. Am 15. Oktober erreichte er mit Erna Döblin Paris. Im März 1945 hatten sie vom Verbleib des zweitältesten Sohnes Wolfgang (Vincent) erfahren. Der Mathematiker hatte als französischer Soldat am Zweiten Weltkrieg teilgenommen und sich 1940 unmittelbar vor der bevorstehenden Gefangennahme durch deutsche Truppen in Housseras erschossen. Die Witwe seines Bruders Ludwig und ihre Tochter sowie der jüngste Bruder Kurt Viktor und dessen Gattin waren nach Auschwitz deportiert und ermordet worden. Im November begann Döblin seinen Dienst als Literaturinspekteur der französischen Militärverwaltung – im Rang eines Obersten – zunächst in Baden-Baden und später in Mainz. Dort gehörte er mit zu den Gründern einer Literaturklasse der Akademie der Wissenschaften und der Literatur. Seine Aufgabe umfasste die Zensur von Manuskripten und die Vorbereitung einer literarischen Monatszeitschrift, die schließlich unter dem Namen Das goldene Tor erschien. Außerdem schrieb er für die Neue Zeitung und für den Südwestfunk. Die 1946 unter dem Pseudonym Hans Fiedeler veröffentlichte Schrift Der Nürnberger Lehrprozeß, eine Reaktion auf die Nürnberger Prozesse, an denen er allerdings nicht teilgenommen hatte, enthält scharfe Beobachtungen über die historische Dimension der Gerichtsverhandlungen: „Man kann es nicht oft genug und nicht freudig genug wiederholen: Es geht bei der Wiederaufrichtung des Rechts in Nürnberg um die Wiederherstellung der Menschheit, zu der auch wir gehören.“ Neben der Aufklärung erstrebte Döblin eine Katharsis der Deutschen: „Sie haben uns unterworfen und uns zu üblen Dingen getrieben, dass die Schande noch lange über uns liegen wird. Wir wissen es. Wir leugnen es nicht. […] Wir büßen. Wir müssen noch mehr büßen. Treten wir endlich auf unseren Platz. Stellen wir Männer heraus, die der Welt verkünden, daß Moral und Vernunft bei uns so gut wie bei anderen Völkern aufgehoben seien.“ Döblin beendete seinen 1945 in Los Angeles begonnenen Roman Hamlet oder Die lange Nacht nimmt ein Ende 1946 in Baden-Baden und versuchte durch einen zügigen Druck der Exilwerke seine unterbrochene literarische Karriere fortzusetzen.

### Spätwerk und erneute Emigration

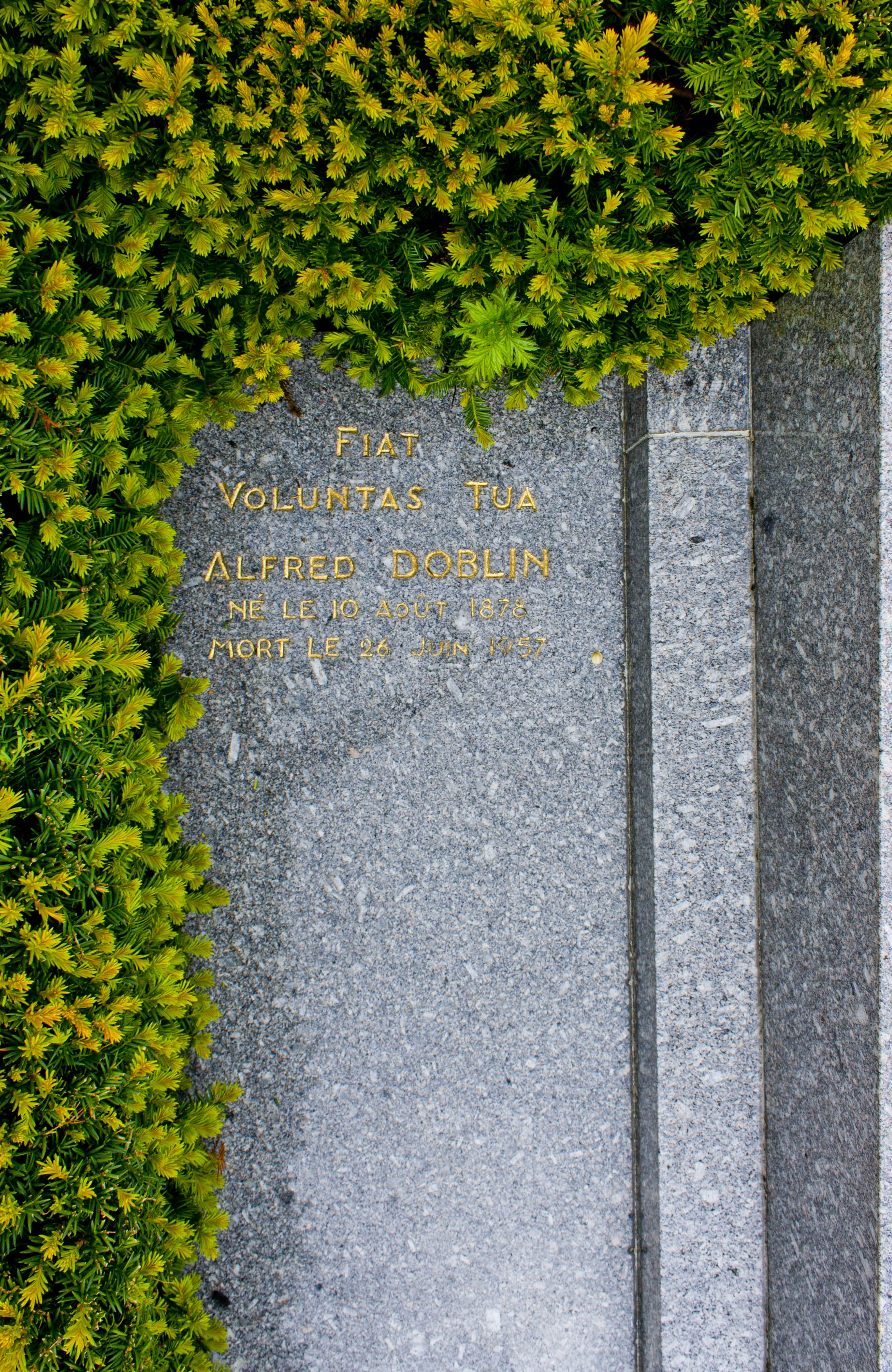
Alfred Döblins Grab
Inschrift: Fiat Voluntas tua (Dein Wille geschehe) mit Name und Lebensdaten

Den Alber Verlag gewann Döblin schließlich für den Druck seines umfangreichen Erzählwerks November 1918, dessen literarischer Erfolg jedoch gering ausfiel. Eine ernsthafte Rezeption setzte erst mit der Taschenbuchausgabe des Romans im Jahre 1978 ein. Der Literaturwissenschaftler Helmuth Kiesel summiert: „Die Geschichte der Wirksamkeit Alfred Döblins im Nachkriegsdeutschland ist unglücklich. Sie begann mit Mißverständnissen und setzte sich in Fehlurteilen fort, die bis heute nicht aufgeräumt sind und einer angemessenen Beachtung seines Exil- und Spätwerks immer noch entgegenstehen.“ Döblin nahm bei seiner Tätigkeit als Kulturoffizier an, dass er als Umerzieher bei der Neugestaltung Deutschlands mitarbeiten könne, gar gebraucht werde, um letztlich doch nur auf die „Verleugnung der Schreckensherrschaft“ wie „Verdrängung von Schuldgefühlen“ zu treffen. Bereits 1946 kommentierte er seinen Versuch, in der Bundesrepublik wieder Fuß zu fassen: „Und als ich wiederkam, da – kam ich nicht wieder.“
Annäherungsversuche Johannes R. Bechers im Dienst der Akademie der Künste der DDR lehnte er wegen des „sozialistischen Dogmatismus“ ab, obwohl ihm neben einem Haus das Gehalt eines Akademikers versprochen wurde. Andererseits schrieb er Beiträge für DDR-Zeitschriften, und sein Hamlet-Roman konnte anfangs nur in der DDR erscheinen. 1953 verließ Döblin die Bundesrepublik und ging zurück nach Frankreich.
Wegen fortschreitender Parkinson-Krankheit musste er sich immer häufiger in Kliniken und Sanatorien, unter anderem in Höchenschwand und Buchenbach im Südschwarzwald sowie in Freiburg im Breisgau, behandeln lassen. Während seines letzten Klinik-Aufenthaltes in Emmendingen starb er am 26. Juni 1957 im Alter von 78 Jahren. Döblin wurde neben seinem Sohn Wolfgang auf dem Friedhof von Housseras in den Vogesen begraben. Seine Frau Erna nahm sich am 14. September 1957 in Paris das Leben und wurde neben ihrem Mann und ihrem Sohn beigesetzt.

## Literarisches Werk

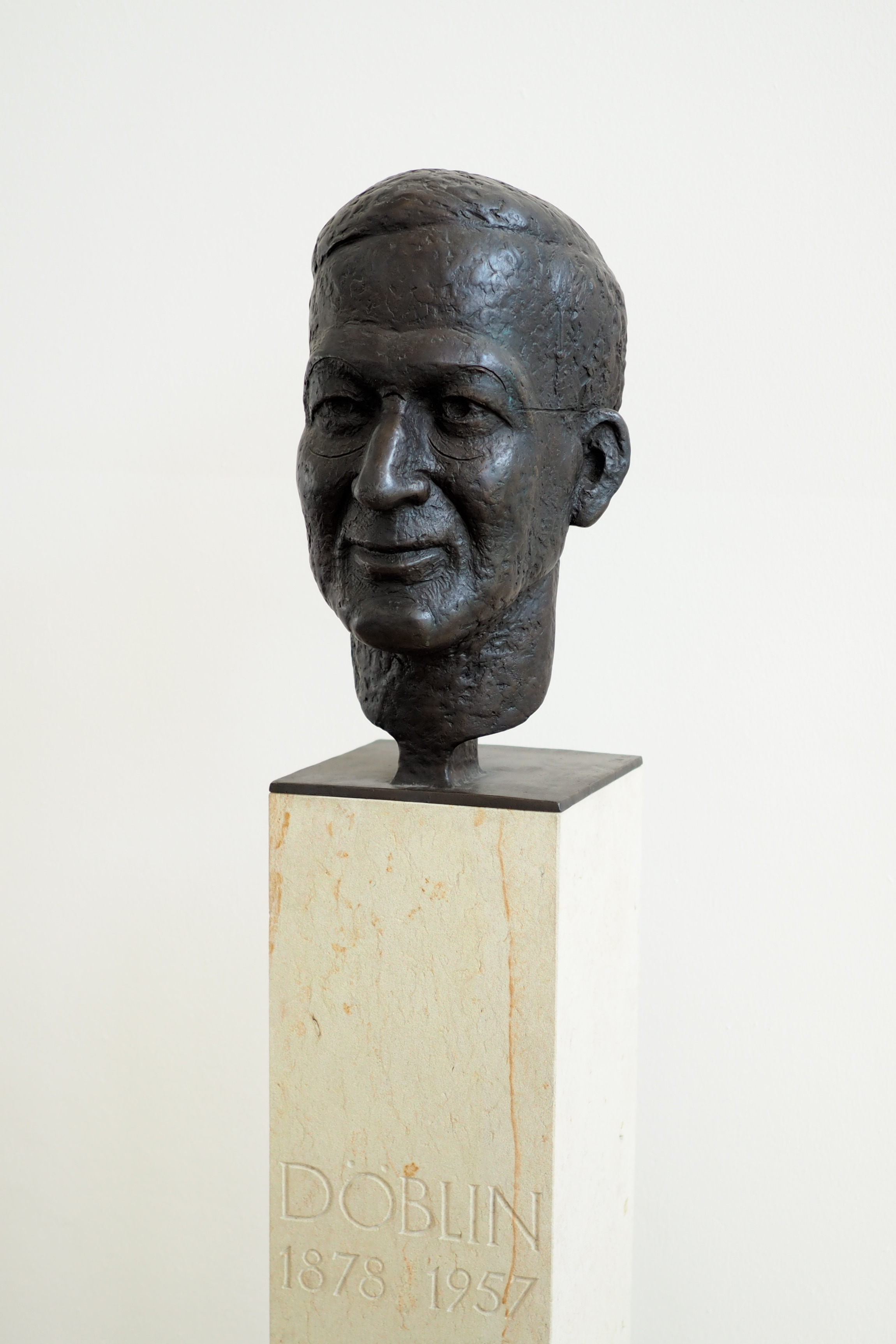
Alfred Döblin Bronzekopf, von Siegfried Wehrmeister

Döblin versuchte sich in seinem Schaffen mit Ausnahme der Lyrik in zahlreichen literarischen Gattungen. Er verfasste neben Romanen, Erzählungen, Novellen und dem Versepos Manas auch wenige Dramen, mehrere Essays und zwei Reiseberichte. Trotz der relativen Breite seines literarischen Œuvres liegt Döblins schriftstellerische Leistung vor allem in der Epik und vereinzelten, vorwiegend poetologischen Essays. Die Theaterstücke Lusitania und Die Ehe lösten zwar einen Theaterskandal aus, doch gingen Döblins Stücke nicht über die Provokation des bürgerlichen Publikums hinaus. Dass sich der Erzähler Döblin überhaupt mit dem Theater beschäftigte, lag weniger an ihm selbst als an der damaligen Bedeutung des Theaters für das gesellschaftliche und literarische Leben der Weimarer Republik. Hier übten Schriftsteller wie Frank Wedekind und Carl Sternheim Kritik an der Gesellschaft, hier traf man die Avantgarde in Gestalt des expressionistischen, später epischen Theaters. Das Epos Manas blieb trotz bekannter Fürsprecher wie Robert Musil oder Oskar Loerke ohne große Resonanz. In jüngster Zeit findet seine Naturphilosophie innerhalb der Literaturwissenschaft größere Beachtung. Außerdem setzt sich die Forschung nun ernsthaft mit Döblins religiösen Schriften auseinander.

### Epik
Bereits während seiner Schulzeit verfasste Döblin den Kurzroman Jagende Rosse, einen „lyrischen Ich-Roman“, den er „den Manen Hölderlins in Liebe und Verehrung gewidmet“ hat. Ausgehend von der Sprachskepsis zu Beginn des 20. Jahrhunderts verfasste Döblin auf der Folie von Goethes Werther seinen zweiten Kurzroman Der schwarze Vorhang, worin der Protagonist Johannes einen Lustmord an seiner Freundin begeht. Die enthusiastische Widmung an Hölderlin wie das kleistische Motiv der kannibalischen Liebe entsprechen Döblins modernistischen Gestus, der sich gegen die gängigen Konventionen der bürgerlichen Literatur richtet. Es fällt auf, dass sich Döblins Texte, welche um die Jahrhundertwende entstanden und nicht für die literarische Öffentlichkeit gedacht waren, stilistisch wie thematisch sehr stark voneinander unterscheiden. Die erste Schaffensperiode Döblins ging schließlich mit der Erscheinung seines ersten Erzählbandes Die Ermordung einer Butterblume und andere Erzählungen zu Ende. Die Wahl der Motive, Stoffe und Figuren lässt eine Nähe zum Fin de Siècle vermuten, weswegen Walter Muschg zum Urteil gelangte, dass Döblin noch den „Stimmungszaubereien des Symbolismus unterlag“ und zu diesem Zeitpunkt „noch nicht der Wortführer der naturalistischen, sozialistischen Kunstrevolution, für die er nach dem Ersten Weltkrieg heftig eintrat“, gewesen sei. Dagegen schreibt Matthias Prangel über die titelgebende Novelle: „Psychopathologie und Literatur sind dort eine bis dahin nur in Georg Büchners ‚Lenz‘ bereits angezeigte Verbindung eingegangen, die Döblin fortan nicht mehr aufgab.“ Folglich ist „Döblins Bemühen um geeignete literarische Ausdrucksmöglichkeiten […] in ihren Anfängen nicht zuletzt in – wenngleich kritischer – Auseinandersetzung mit den ästhetischen Strömungen der Jahrhundertwende zu verstehen.“
1911 wandte sich Döblin endgültig der literarischen Großform zu. Es entstehen die Hauptwerke Die drei Sprünge des Wang-lun, der historische Roman Wallenstein und Berlin Alexanderplatz. Mit seinem Debüt vom chinesischen Rebellen und Stifter der Wu-wei-Sekte Wang-lun gelang Döblin der „Durchbruch durch die bürgerliche Tradition des deutschen Romans“. 1918 erschien die Groteske Wadzeks Kampf mit der Dampfturbine, worin der Fabrikdirektor Franz Wadzek in einem erbittert geführten, jedoch aussichtslosen Konkurrenzkampf unterliegt. Der Wirtschaftsroman wurde wegen der Poetisierung des großstädtischen Lebens oft als Vorstufe zu Berlin Alexanderplatz rezipiert. In seinem Historienroman Wallenstein nahm Döblin einen sozialhistorischen Standpunkt gegenüber der heroischen Erzählung vom großen Einzelnen ein und griff das Objektivitätspostulat des Historismus an, indem er die Geschichte im Bezug auf den Dreißigjährigen Krieg als sinnstiftende Instanz dekonstruierte und die politischen Motive einer solchen Erzählung offenlegte. Der Roman stellt eine Wendemarke im Genre des Historienromans dar, weil er die Moderne im Geschichtsroman einläutete, wie die moderne Romanliteratur als solche durch zahlreiche technische Innovationen forcierte. Berge, Meere und Giganten stellt durch die Neubewertung des Individuums einen Wendepunkt in Döblins Schaffen dar. Das sperrige Werk ist Zukunftsroman und Dystopie in einem. In aufeinanderfolgenden, nur locker miteinander zusammenhängenden Handlungen wird die Weltgeschichte 800 Jahre in die Zukunft fortgeschrieben. 1929 erschien dann der Roman, der als Döblins bedeutendster Beitrag zur Weltliteratur gewertet wird und zu einem „Gründungsdokument für die literarische Moderne“ werden sollte: Berlin Alexanderplatz.
Döblin führte seine schriftstellerische Tätigkeit im Exil fort. Der in Berlin begonnene burleske Roman Babylonische Wandrung oder Hochmut kommt vor dem Fall stellt Döblins erste literarische Auseinandersetzung mit seiner Flucht aus dem Dritten Reich dar. Ein Jahr später wurde der teilweise autobiografische Roman Pardon wird nicht gegeben veröffentlicht, in dem Döblin vom Scheitern der demokratischen Revolution von 1918, wie auch deren gesellschaftlichen und mentalitätshistorischen Ursachen, veranschaulicht an der Biographie eines einzelnen Protagonisten, erzählt. Zwischen 1935 und 1937 verfasst, erschien unter den Titeln Die Fahrt ins Land ohne Tod, Der blaue Tiger und Der neue Urwald bis 1948 die Amazonas-Trilogie. Im über 2000 Seiten umfassenden Erzählwerk November 1918. Eine deutsche Revolution, eine Trilogie bzw. Tetralogie über die gescheiterte Novemberrevolution, erzählt Döblin den Werdegang der beiden heimkehrenden Kameraden Friedrich Becker und Johannes Maus sowie das Versagen der sozialdemokratischen Regierung und die Unfähigkeit der Revolutionäre, im Januar 1919 die Chance zur Revolution zu nutzen. Der Zyklus ist zwischen den Gattungen historischer Roman und religiöses Epos zu verorten. Döblins letzter Roman Hamlet oder Die lange Nacht nimmt ein Ende behandelt die Suche nach der Kriegsschuld, die ein verwundeter Soldat seiner Umgebung auferlegt.
Döblins Romane und Erzählungen zeichnen sich nach Klaus Müller-Salget durch eine suggestive „Handhabung der variierenden Wiederholung“ und den „virtuosen Wechsel von Außen- und Innensicht, von Erzählbericht, innerem Monolog und erlebter Rede“ aus. In seinem literarischen Werk verbindet er medizinische, psychiatrische, anthropologische, philosophische wie theologische Diskurse. Seine Helden sind in der Regel männliche Anti-Helden. Das Individuum wird zugunsten eines Kollektivismus verdrängt, womit er vom Konzept des handlungstragenden Protagonisten abweicht. Jedoch findet keine Demontage des Individuums statt, sondern der Mensch wird wesentlich in Verbindung mit der Natur oder der Technik gesehen.

### Romanpoetik
Döblins Romanschaffen ging stets mit einer poetologischen Reflexion einher. Ziel war jedoch nicht der Entwurf einer strengen Romanpoetik, sondern die Auseinandersetzung mit dem eigenen ästhetischen Vorhaben. Dies erklärt die zeitnahe Erscheinung seiner Schriften mit den Romanen: An Romanautoren und ihre Kritiker. Berliner Programm wurde zwei Jahre vor Die drei Sprünge des Wang-lun, die Bemerkungen zum Roman drei Jahre vor Wallenstein, Der Bau des epischen Werks ein Jahr vor Berlin Alexanderplatz und Der historische Roman und wir ein Jahr vor den ersten Band der Amazonas-Trilogie veröffentlicht.
Der Dialog Gespräche mit Kalypso. Über die Musik erschien 1910 im Sturm. Der starke Einfluss Nietzsches zeigt sich in der Absage an eine Kunst, die sich wie der Ästhetizismus im Spiel verloren, oder sich in der bloßen Nachahmung der Welt erschöpft habe. Obzwar als musiktheoretische Arbeit lesbar, vertritt Döblin hier den Totalitätsanspruch der modernen Literatur, welche die stetige Reflexion über Textentstehung und Autorenrolle miteinschließt. Weiterhin unternimmt er den Versuch, die romantischen Musikvorstellungen Richard Wagners von einer unendlichen Melodie als Ausdruck eines schrankenlosen Lebenswillen, kritisch für die Prosa fruchtbar zu machen.
In seinem Zeitungsartikel Futuristische Worttechnik. Offener Brief an Marinetti von 1913 lobte er den Angriff der Futuristen auf den tonangebenden Ästhetizismus und fordert eine entschlossene Hinwendung zu den Tatsachen: „Naturalismus, Naturalismus; wir sind noch lange nicht genug Naturalisten.“ Döblin distanzierte sich jedoch von der Destruktion der Syntax, darin er die Aufhebung einer durch Zeichen hergestellten Bedeutung erblickte, die der epischen Erzählung letztlich zuwiderlaufe und bekannte sich zur Sachlichkeit. Im Berliner Programm, erschienen Mai 1913, radikalisierte er seine Ablehnung gegenüber dem psychologisierenden Roman und forderte die Entäußerung des Autors, die Anwendung einer deskriptiven, an der Psychiatrie geschulten Darstellung, in der keine Reduktion der Motive verfolgt werde, sowie die Aufgabe der festen Erzählinstanz zugunsten einer durch Depersonalisation und Montage hergestellten Polyperspektivität. Aus der Schrift Bemerkungen zum Roman (1917) stammt seine vielzitierte poetologische Aussage: „Wenn ein Roman nicht wie ein Regenwurm in zehn Stücke geschnitten werden kann und jeder Teil bewegt sich selbst, dann taugt er nichts“. Döblin griff die zeitgenössische Tendenz im Roman an, wonach eine einzelne konfliktgeladene Tatsache zum Gegenstand des Epischen erhoben wird und deren spannende Ausgestaltung die Handlung fortführt. Vielmehr sollte sich die epische Literatur – wahrscheinlich in Erinnerung an seine Lektüre von Schuld und Sühne – für die Themen der Schundliteratur öffnen, um neue Anregungen zu finden, als die novellistische Gestaltung erotischer Konflikte zu verfolgen. Formal bedeutet dies ein Ineinanderfließen individueller Handlungen, Sprachen und der Teilhabe an Diskurse in ein übergeordnetes Zeitgeschehen, womit er an seine Schrift Gespräche mit Kalypso anknüpft.
Der Bau des epischen Werks stellt Döblins gewichtigster Beitrag zur Romanpoetik dar. In seiner Rede Kunst ist nicht frei, sondern wirksam. Ars militans gehalten im Mai 1929 an der Berliner Akademie, trat Döblin für eine Neubewertung der Kunst in der Öffentlichkeit ein. Die Kunstfreiheit wertete er als eine stille Zustimmung des Staates an die gesellschaftliche Wirkungslosigkeit der Kunst, was im privilegierten Zugang einer antirevolutionären Schicht zur Kunst begründet liege. Im gleichen Jahr verfasste er die Rede Literatur und Rundfunk, worin er aus medienästhetischer Perspektive die Bedeutung des neuen Mediums Rundfunk für die Literatur hervorhob. 1930 wurde seine Schrift Vom alten zum neuen Naturalismus veröffentlicht. Juni 1936 erschien mit Der historische Roman und wir seine letzte bedeutende romanpoetologische Arbeit.

### Reiseliteratur
Döblin war kein Reisender. Berlin blieb das Zentrum seines Lebens und Schaffens, aus der ihn die Vertreibung 1933 entriss. Dennoch führten äußere Umstände zu der Niederschrift von Reisereportagen. Nachdem ihn Berliner Zionisten für eine Reise nach Polen hatten gewinnen können, fuhr er im Herbst 1924 für zwei Monate in das wiedergegründete Polen. Das daraus entstandene Werk Reise in Polen erregte besonders wegen des ostjüdischen Lebens, dem er sich im Kapitel Die Judenstadt von Warschau fast hundert Seiten widmete, das Interesse der Forschung. Nach Marion Brandt sind die Schilderung Döblins aufgrund der Zerstörung des Ostjudentums in Polen von großem Wert. Sein zweites Werk, die Schicksalsreise behandelt die eigene Exilerfahrung und Bekehrung zum Katholizismus.

## Rezeption

### Bedeutung
Klaus Müller-Salget rechnet Alfred Döblin zu den „zweifellos fruchtbarsten und originellsten deutschen Prosaautoren“ des 20. Jahrhunderts. Peter Sprengel nennt ihn „eines der stärksten erzählerischen Talente des 20. Jahrhunderts“. Helmuth Kiesel formuliert zusammenfassend: „Mit seinen frühen Erzählungen („Die Ermordung einer Butterblume“), mit seinen poetologischen Programmschriften (wie dem offenen Brief an den Futuristen Marinetti) und mit einigen seiner Romane gehört er in die Spitzengruppe der deutschsprachigen Autoren des zwanzigsten Jahrhunderts.“ Gemeinsam mit Bertolt Brecht und Gottfried Benn gilt Döblin als Vertreter einer reflektierten Moderne in Deutschland, der literarische Techniken der Avantgarde zwar übernahm, jedoch deren Einseitigkeit und Dogmatik ablehnte. Als Resultat dieser fruchtbaren Auseinandersetzung kann der Großstadtroman Berlin Alexanderplatz betrachtet werden. Im Hinblick auf diesen Roman urteilt Christian Schärf, dass Döblin „zweifellos der radikalste Innovator des modernen Romans in Deutschland vor dem Zweiten Weltkrieg“ war. Der historische Roman Wallenstein gehört zu den ersten Geschichtsromanen des 20. Jahrhunderts, welche die unmittelbare deutsche Vergangenheit, hier den Ersten Weltkrieg, perspektivisch in Angriff nahmen, wie es später Lion Feuchtwanger mit Jud Süß im Bezug auf den grassierenden Antisemitismus der Weimarer Republik oder Heinrich Mann in Die Jugend des Königs Henri Quatre aufgrund des offensichtlich zerstörten Europas tun sollten. Weiterhin brach der expressionistisch geprägte Roman endgültig mit der Dominanz der Historienromane in der Tradition des 19. Jahrhunderts und stellte durch seine immanente Geschichtskritik eine Absage an die Ideologisierung des Geschichtsromans dar, wie sie durch völkische Autoren bereits zu Beginn des Jahrhunderts praktiziert wurde. Als einer der wenigen großen historischen Romane deutscher Sprache im 20. Jahrhundert wurde der Roman von einer nachfolgenden Schriftstellergeneration stark rezipiert, da er die realistische Darstellungsweise zugunsten moderner Stilmittel und Erzählverfahren aufgab.
Über Döblins Poetik urteilt Viktor Žmegac: „Obwohl mit besonderer Verve formuliert, konnten sich Döblins Programme und Diagnosen seinerzeit nicht mehr Gehör verschaffen als die meisten Texte in der Flut futuristischer und expressionistischer Manifeste. Heute erkennt man, daß er mit seinen Schriften nicht nur eine individuelle – und auch praktizierte – Poetik entworfen hat, sondern daß er damit auch Prognostiker wesentlicher Tendenzen im Roman des Jahrhunderts gewesen ist.“ Helmuth Kiesel meint, dass der Aufsatz Der Bau des epischen Werks „wohl die bedeutendste Romanpoetik der Moderne“ sei.

### Rezeptionsgeschichte
Döblin wurde seit der Veröffentlichung des Romans Wang-lun von Schriftstellerkollegen und Rezensenten als moderner Autor wahrgenommen. Nicht nur in avantgardistischen Publikationsorganen wie dem Sturm erfuhr er rasch die Anerkennung als einer der führenden Modernisten deutscher Prosa. Befürworter und Bewunderer hatte Döblin in deutschen Schriftstellerkollegen sowie im Ausland, darunter den Erzähler und Essayisten Jorge Luis Borges, welcher eine Übersetzung des Amazonas-Romans vorschlug, der daraufhin 1943 und 1945 in spanischer Sprache veröffentlicht wurde. Borges erkannte in Döblins Romanen nicht nur die Verwandtschaft zum Magischen Realismus, einer Hauptströmung der lateinamerikanischen Literatur, sondern auch die forcierte wie reflektierte Modernität; jenem Schreiben vom Stoffe her. Die Ablehnung eines Personalstils als konsequente Reaktion auf den überkommenen Subjektbegriff wurde früh als Döblins Alleinstellungsmerkmal erkannt. Nach Borges sei „Cada libro suyo (como cada uno de los dieciocho capítulos del Ulises de Joyce) es un mundo aparte con su retórica y su vocabulario especiales.“ Der Verkaufserfolg von Berlin Alexanderplatz machte Döblin schließlich weit über die Kreise der Avantgarde und Literaturinteressierte bekannt.
Entgegen Döblins literarischer Bedeutung blieb die Verbreitung seines Werks, mit Ausnahme von Berlin Alexanderplatz und frühen Erzählungen gering. Nach seiner Vertreibung aus Deutschland und der Remigration versuchte er vergeblich an breite Leserschichten wiederanzuknüpfen. Oliver Bernhardt nannte ihn einen „vergessenen Dichter“. Heimgekehrt als französischer Kulturoffizier und Katholik verstimmte er den literarischen Betrieb ebenso wie viele Schriftstellerkollegen. Im Jahre seiner erneuten Emigration schrieb er an Theodor Heuss: „Ich kann nach den sieben Jahren, jetzt, wo ich mein Domizil in Deutschland wieder aufgebe, mir resumieren: es war ein lehrreicher Besuch, aber ich bin in diesem Lande, in dem ich und meine Eltern geboren sind, überflüssig“. Nachdem bereits 1929 Thomas Mann und später dessen „Spezi“ Hermann Hesse 1946 den Literaturnobelpreis erhalten hatten, äußerte er sich mit beißendem Spott: „So viel wie die langweilige Limonade Hermann Hesse bin ich schon lange.“ Döblin selbst wurde mehrmals für die Auszeichnung vorgeschlagen, zuletzt indirekt 1957 durch Ludwig Marcuse, sollte sie aber nie erhalten. Wie groß der Abstand zwischen Döblin und der deutschen Nachkriegsgesellschaft geworden ist, lässt sich schon daran festmachen, dass das auflagenstärkste Magazin Der Spiegel ausgerechnet in seinem Sterbemonat den zeitweiligen Nationalsozialisten Heimito von Doderer nach dem Ableben der Autoren Mann, Brecht und Benn, zum höchsten Repräsentanten der deutschen Literatur erkoren hatte.
Mit der 1960 begründeten kommentierten Werkausgabe im Walter Verlag lagen Döblins Romane wieder vollständig vor. Der Herausgeber und Schweizer Literaturwissenschaftler Walter Muschg erinnerte an die expressionistische Generation und vor allem ihren wichtigsten Erzähler Döblin, doch wertete er hierfür das döblinsche Spätwerk in großen Teilen ab, so nahm er im Falle der Groteske Babylonische Wandrung oder Hochmut kommt vor dem Fall mehrere Kürzungen vor und veröffentlichte nur die ersten zwei Bände der Amazonas-Trilogie. Muschgs Einsatz für die seit 1933 vernachlässigte Literatur der Moderne stellen auch den Anfang der literaturwissenschaftlichen Döblin-Rezeption nach 1945 dar. Dagegen vermochte die 68er-Generation sich mit dem Geistesrevolutionär, kritischen Sozialisten und späteren Katholiken nicht versöhnen, so kritisierte W.G. Sebald in der Tradition Lukács noch den letzten Roman als gewaltverherrlichend und irrational. Ein Wandel kann nach Bernhardt seit den 70er Jahren beobachtet werden, unter anderem dank Ausstellungen und Editionen, welche einen biographischen Zugangs zum Werk erlauben. Hatte sich die literaturwissenschaftliche Rezeption zunächst vorwiegend auf das Früh- und Hauptwerk beschränkt, setzte spätestens mit der Gründung der Internationalen Alfred-Döblin-Gesellschaft 1984 ein Wandel ein und das Spätwerk sowie seine Publizistik rückten in den Fokus der Germanisten.

### Einfluss
Bereits zu Lebzeiten übte Döblins erzählerisches Werk Einfluss auf seine Schriftstellerkollegen aus. Bertolt Brecht hob seine künstlerische Befruchtung durch Döblin hervor: „Von Döblin habe ich mehr als von jemand anderem über das Wesen des Epischen erfahren. Seine Epik und sogar seine Theorie über Epik hat meine Dramatik stark beeinflusst und sein Einfluss ist spürbar noch in englischen, amerikanischen und skandinavischen Dramen, welche wiederum von den meinen beeinflusst sind.“ Lion Feuchtwanger sah seine epische Form vor allem durch Döblin beeinflusst.
Nahezu beispiellos war Döblins Einfluss auf die deutschen Erzähler nach 1945. In einem 1967 verfassten Text bekannte sich Günter Grass emphatisch zu seinem „Lehrer“ Alfred Döblin. Als Grund führt er später die radikale Modernität Döblins an, der in jedem seiner Bücher neue Möglichkeiten der Prosa entwickelt habe. Wolfgang Koeppen äußerte sich ähnlich, er zählte Döblin neben Marcel Proust, James Joyce und William Faulkner zu jenen „Lehrern des Handwerks“, die seiner Schriftstellergeneration neue stilistische Möglichkeiten eröffneten. Arno Schmidt, der Döblin den „Kirchenvater unserer neuen deutschen Literatur“ nannte, gehörte neben Koeppen zu jenen deutschsprachigen Erzählern, die nach 1945 die von Döblin praktizierte modernistische Prosa in Deutschland eigenständig fortführten, statt wie eine Mehrzahl der Autoren auf US-amerikanische Vorbilder, besonders Ernest Hemingway zu rekurieren. Weitere deutschsprachige Erzähler wie Wolfdietrich Schnurre oder Uwe Johnson sowie der Lyriker Peter Rühmkorf erhielten wichtige Anregungen für ihre Literaturerneuerung durch die Lektüre Döblins. Selbst W. G. Sebald, der in seiner Dissertation Der Mythus der Zerstörung im Werk Döblins unberechtigterweise Döblin verdächtigte, den Nationalsozialismus durch eine drastische Gewaltdarstellung und apokalyptische Erzählweise vorbereitet zu haben, konnte sich nicht frei von Döblins Wirkung machen. Als der zeitgenössische Schriftsteller Uwe Tellkamp in seiner Leipziger Poetikvorlesung fragte, ob der Roman sich nicht wieder zum Epos entwickeln könne, griff er, ohne es zu wissen, auf Döblins Vorstellung vom Roman als Epos der Moderne zurück. Dagegen lobte Ingo Schulze die Verwandlungsfähigkeit des Stilisten Döblin.

### Äußerungen über Döblin
„Dieser Linke Poot kitzelt mit dem Florett, wo Heinrich Mann zugestoßen hat – und er hat mehr Witz als das ganze Preußen Brutalität, und das will etwas heißen. Er beschäftigt sich sanft, prägnant, spaßig, ›ausverschämt‹ und inbrünstig mit dem neuen Deutschland. Es ist eine ganz neuartige Sorte Witz, die ich noch nie in deutscher Sprache gelesen habe.“

„Es gibt sehr wenige Leute, die Döblins Bücher zu Ende lesen können, aber sehr viele kaufen sie und allen steht irgendwie fest, daß Döblin ein großer Erzähler ist, obgleich sie einräumen müssen, daß es furchtbar schwer ist, ihm zuzuhören.“

„D. ist, wie ich schon sagte, ein gigantischer Epiker. Er macht mit der rechten Hand Kunst, noch mit dem kleinen Finger der rechten Hand macht er mehr, als fast alle übrigen Romanciers.“

„Der stilprägende Einfluß, den Döblin auf die Erzählweise deutscher Romanciers nach 1945 ausgeübt hat, lässt sich nur mit dem Kafkas vergleichen: Wolfgang Koeppen und Arno Schmidt, Günter Grass, Uwe Johnson und Hubert Fichte – sie alle kommen, um ein Wort Dostojewskis über Gogol zu verwenden, aus seinem Mantel.“

„Döblin lag nicht richtig. Er kam nicht an. Der progressiven Linken war er zu katholisch, den Katholiken zu anarchisch, den Moralisten versagte er handfeste Thesen, fürs Nachtprogramm zu unelegant, war er dem Schulfunk zu vulgär; weder der ‚Wallenstein‘ noch der ‚Giganten‘-Roman ließen sich konsumieren; und der Emigrant Döblin wagte 1945 in ein Deutschland heimzukehren, das sich bald darauf dem Konsum verschrieb. Soweit die Marktlage: der Wert Döblin wurde und wird nicht notiert.“

## Audios
- Die Döblins – Eine sonderbare Familienlage – Claudio Döblin im Gespräch mit Ludger Bült, Ursendung: 15. Mai 2001, MDR Kultur
- Der Dichter Alfred Döblin, Zwischen Gott und Alexanderplatz. 19.48 Minuten Audio, von Burkhard Reinartz, Deutschlandfunk 7. Oktober 2020

## Ehrungen

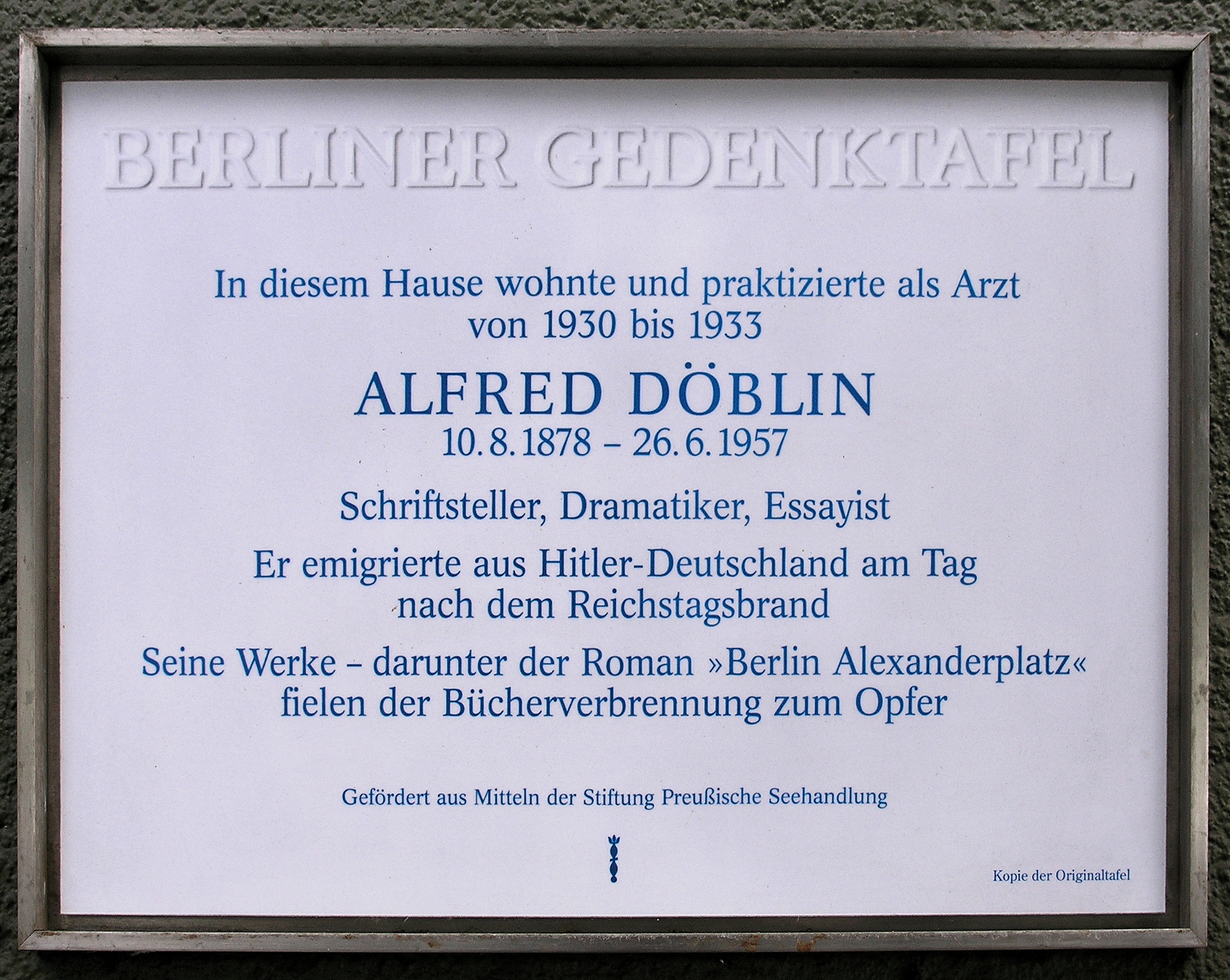
Berliner Gedenktafel am Haus Kaiserdamm 28 in Berlin-Charlottenburg

Für seinen Roman Die Drei Sprünge des Wang-lun, der Döblins literarischen Durchbruch bedeutete, wurde ihm 1916 der Fontane-Preis verliehen. 1954 bekam er den Literaturpreis der Akademie der Wissenschaften und der Literatur Mainz, 1957 den Großen Literaturpreis der Bayerischen Akademie der Schönen Künste. Kurz nach seinem 100. Geburtstag erhielt am 11. September 1978 das von der Luckauer, Dresdener und Sebastianstraße gebildete Straßendreieck in Berlin-Kreuzberg den Namen Alfred-Döblin-Platz. 1979 stiftete Günter Grass den Alfred-Döblin-Preis. 1992 stellte die Stadt Berlin eine Bronzebüste des Siegfried Wehrmeister in der Karl-Marx-Allee auf. Aufgrund eines Diebstahls wurde der Neuguss im Foyer der Bezirkszentralbibliothek Frankfurter Allee 14a aufgestellt. An seinem Geburtshaus in Stettin wurde eine Gedenkmedaille angebracht. 2003 wurde eine Berliner Gedenktafel an seinem Wohnhaus in Berlin-Charlottenburg enthüllt. 2007 eröffnete Stephan Döblin den Alfred-Döblin-Platz im Freiburger Stadtteil Vauban. Seit 2015 verleiht die Akademie der Wissenschaften und der Literatur Mainz die Alfred Döblin-Medaille.

## Werke (Auswahl)

### Romane
- Die drei Sprünge des Wang-lun. Ein chinesischer Roman. 1916.
- Wadzeks Kampf mit der Dampfturbine. 1918.
- Wallenstein. 1920.
- Blaubart und Miß Ilsebill. Hans Heinrich Tillgner Verlag, Berlin, 1923 (mit Steinzeichnungen von Carl Rabus)[110]
- Berge, Meere und Giganten. Roman 1924. (1932 gekürzt u. d. T.: Giganten.)
- Berlin Alexanderplatz. Roman. dt. Erstausgabe. S. Fischer Verlag, Berlin 1929.
- Babylonische Wandrung. Roman. 1934.
- Pardon wird nicht gegeben. Roman. 1935.
- Amazonas. Romantrilogie. 1937/38.
- November 1918. Eine deutsche Revolution. Erzählwerk in vier Bänden 1948/1949/1950. Neu aufgelegt:
  - Teil 1: Bürger und Soldaten 1918. Fischer-Taschenbuch, Frankfurt am Main 2013, ISBN 978-3-596-90468-6.
  - Teil 2, Band 1: Verratenes Volk. Fischer-Taschenbuch, Frankfurt am Main 2013, ISBN 978-3-596-90469-3.
  - Teil 2, Band 2: Heimkehr der Fronttruppen. Fischer-Taschenbuch, Frankfurt am Main 2013, ISBN 978-3-596-90470-9.
  - Teil 3: Karl und Rosa. Fischer-Taschenbuch, Frankfurt am Main 2013, ISBN 978-3-596-90471-6.
- Hamlet oder Die lange Nacht nimmt ein Ende. Roman. 1956.
  - Neu herausgegeben von Christina Althen und Steffan Davies: Fischer, Frankfurt am Main 2016, ISBN 978-3-596-90472-3.

### Erzählungen
- Die Ermordung einer Butterblume und andere Erzählungen. Erzählband. 1913.
- Die Lobensteiner reisen nach Böhmen. Erzählband. 1917.
- Die beiden Freundinnen und ihr Giftmord. Erzählung. 1924.
- Der Feldzeugmeister Cratz. Der Kaplan. Erzählungen. Weltgeist, Berlin 1927 (die 1. Erz. wieder in: Neue deutsche Erzähler. Band 1 (Max Brod u. a.) Paul Franke, Berlin o. J. (1930)).
- Der Oberst und der Dichter oder Das menschliche Herz. Erzählung. 1946.
- Die Pilgerin Aetheria. Erzählung. 1955.

### Epos, Libretto und Theaterstücke
- Manas. Versepos (Ausarbeitung eines Motivs aus der altindischen Mythologie, insbesondere der Geschichte von Savitri und Satyavan) 1927.
- Lydia und Mäxchen. Theaterstück. UA 1. Dezember 1905 Berlin.
- Die Nonnen von Kemnade. Theaterstück. UA 21. April 1923 Leipzig.
- Lusitania. Theaterstück. UA 15. Januar 1926 Darmstadt.
- Die Ehe. Theaterstück. UA 29. November 1930 München.
- Das Wasser. Kantate. Musik: Ernst Toch. UA 18. Juni 1930 Berlin.

### Essays
- Gespräche mit Kalypso. Über die Musik. 1910.
- Futuristische Worttechnik. Offener Brief an F.T. Marinetti. 1913.
- An Romanautoren und ihre Kritiker. Berliner Programm. 1913.
- Bemerkungen zum Roman. 1917.
- Der Bau des epischen Werks. 1928.
- Das Ich über der Natur. 1928.
- Literatur und Rundfunk. 1929.
- Kunst ist nicht frei, sondern wirksam. Ars militans. 1929.
- Unser Dasein. „Zwischentexte“ 1933.
- Der unsterbliche Mensch, Ein Religionsgespräch. 1946.
- Der Nürnberger Lehrprozess. 1946.
- Die Gegenwarten der Literatur. 1947.

### Reiseberichte
- Reise in Polen. Bericht. 1925.
- Alfred Döblin – Meine Adresse ist: Saargemünd, Spurensuche in einer Grenzregion. 1914–1918. Zusammengetragen und kommentiert von Ralph Schock. Gollenstein Verlag, Merzig 2010, ISBN 978-3-938823-55-2.
- Schicksalsreise. Bericht und Bekenntnis. Verlag Joseph Knecht, Frankfurt am Main 1949.

### Promotionsschrift
- Gedächtnisstörungen bei der Korsakoffschen Psychose. Tropen, Berlin 2006, ISBN 3-932170-86-5 (Dissertation, Albert-Ludwigs-Universität Freiburg, 1905).

### Zeitschriftenbeiträge
- Gegen die Kulturreaktion! Gegen den Abtreibungsparagraphen! Für Friedrich Wolf! In: Der sozialistische Arzt, Band VII, Heft 3, März 1931, S. 65 f.; Textarchiv – Internet Archive.
- Arzt und Dichter (Merkwürdiger Lebenslauf eines Autors). In: Die Literarische Welt. 3. Jahrgang, Nr. 43, 28. Oktober 1927, S. 1 f.

### Werkausgaben
Ausgewählte Werke in Einzelbänden / Begründet von Walter Muschg. In Verbindung mit den Söhnen des Dichters hrsg. von Anthony W. Riley und Christina Althen, Olten u. a.: Walter, 1960–2007.
1. Jagende Rosse. Der schwarze Vorhang und andere frühe Erzählwerke. 1981, ISBN 3-530-16678-2.
2. Die drei Sprünge des Wang-Lun. Chinesischer Roman, hrsg. von Gabriele Sander und Andreas Solbach. 2007, ISBN 978-3-530-16717-7.
3. Wadzeks Kampf mit der Dampfturbine. Roman. 1982, ISBN 3-530-16681-2.
4. Wallenstein. Roman. Hrsg. von Erwin Kobel. 2001, ISBN 3-530-16714-2.
5. Berge, Meere und Giganten. Roman. Hrsg. von Gabriele Sander. 2006, ISBN 3-530-16718-5.
6. Berlin Alexanderplatz. Die Geschichte vom Franz Biberkopf. Hrsg. von Werner Stauffacher. 1996, ISBN 3-530-16711-8.
7. Babylonische Wandrung oder Hochmut kommt vor dem Fall. Roman. 1962, ISBN 3-530-16613-8.
8. Pardon wird nicht gegeben. Roman. 1960, ISBN 3-530-16604-9.
9. Amazonas.
  - Amazonas, 1. Das Land ohne Tod. Hrsg. von Werner Stauffacher. 1988, ISBN 3-530-16620-0 (Gesamt-ISBN für Band 1–3).
  - Amazonas, 2. Der blaue Tiger. Hrsg. von Werner Stauffacher. 1988.
  - Amazonas, 3. Der neue Urwald. Hrsg. von Werner Stauffacher. 1988.
10. November 1918: eine deutsche Revolution. Erzählwerk in drei Teilen. Hrsg. von Werner Stauffacher.
  - 1. Bürger und Soldaten 1918. Mit einer Einführung zum Erzählwerk. 1991, ISBN 3-530-16700-2. (Gesamt-ISBN für Band 1–3).
  - 2.1 Verratenes Volk. Nach dem Text der Erstausgabe (1949), mit einem „Vorspiel“ aus „Bürger und Soldaten 1918“, 1991.
  - 2.2 Heimkehr der Fronttruppen. Nach dem Text der Erstausgabe (1949), 1991.
  - 3. Karl und Rosa. Nach dem Text der Erstausgabe (1950), 1991.
11. Hamlet oder Die lange Nacht nimmt ein Ende. Roman. 1966, ISBN 3-530-16631-6.
12. Manas. Epische Dichtung. 1961, ISBN 3-530-16610-3.
13. Der Oberst und der Dichter oder das menschliche Herz. Die Pilgerin Aetheria, 1978, ISBN 3-530-16660-X.
14. Die Ermordung einer Butterblume. Sämtliche Erzählungen. Hrsg. von Christina Althen, 2001, ISBN 3-530-16716-9.
15. Drama, Hörspiel, Film. 1983, ISBN 3-530-16684-7.
16. Schriften zu Ästhetik, Poetik und Literatur. Hrsg. von Erich Kleinschmidt. 1989, ISBN 3-530-16697-9.
17. Schriften zu Leben und Werk. Hrsg. von Erich Kleinschmidt. 1986, ISBN 3-530-16695-2.
18. Schriften zur Politik und Gesellschaft. 1972, ISBN 3-530-16640-5.
19. Schriften zu jüdischen Fragen. Hrsg. von Hans Otto Horch u. a. 1995, ISBN 3-530-16709-6.
20. Kleine Schriften.
  - Kleine Schriften, 1. 1902–1921. 1985, ISBN 3-530-16687-1.
  - Kleine Schriften, 2. 1922–1924. 1990, ISBN 3-530-16689-8.
  - Kleine Schriften, 3. 1925–1933. 1999, ISBN 3-530-16691-X.
  - Kleine Schriften, 4. 1933–1953. Hrsg. von Anthony W. Riley u. a. 2005, ISBN 3-530-16692-8.
21. Der deutsche Maskenball. [Fischer, 1921] Von Linke Poot. Wissen und Verändern!, 1972, ISBN 3-530-16643-X.
22. Unser Dasein. 1964, ISBN 3-530-16625-1.
23. Kritik der Zeit. Rundfunkbeiträge 1946–1952. Im Anhang: Beiträge 1928–1931, 1992, ISBN 3-530-16708-8.
24. Der unsterbliche Mensch: Ein Religionsgespräch. Der Kampf mit dem Engel: Religionsgespräch (ein Gang durch die Bibel). 1980, ISBN 3-530-16669-3.
25. Reise in Polen. 1968, ISBN 3-530-16634-0.
26. Schicksalsreise: Bericht und Bekenntnis. 1993, ISBN 3-530-16651-0.
27. Briefe 1. 1970, ISBN 3-530-16637-5.
28. Briefe 2. Hrsg. von Helmut F. Pfanner. 2001, ISBN 3-530-16715-0.

Darüber hinaus sind folgende Bände erschienen, die durch die obenstehenden ersetzt worden sind:
1. Die drei Sprünge des Wang-Lun. 1960. Ersetzt durch Band 2.
2. Berlin Alexanderplatz. 1961. Ersetzt durch Band 6.
3. Die Ermordung einer Butterblume. 1962. Ersetzt durch Band 14.
4. Amazonas. 1963 Ersetzt durch Band 9.
5. Aufsätze zur Literatur. 1963. Ersetzt durch Band 16, 17, 20,2–20,4, 27, 28.
6. Wallenstein. 1965. Ersetzt durch Band 4.
7. Berge, Meere und Giganten. 1978. Ersetzt durch Band 5.
8. Erzählungen aus fünf Jahrzehnten. 1979. Ersetzt durch Band 14.
9. Autobiographische Schriften und letzte Aufzeichnungen. 1980. Ersetzt durch Band 17 und 26.

Folgende Bände waren noch geplant, sind aber durch den Verlagswechsel zu S. Fischer 2008 nicht mehr in der Ausgabe erschienen:
1. Das Ich über der Natur. Unsere Sorge.
2. Zensurgutachten nach dem 2. Weltkrieg.

Gesammelte Werke. Hrsg. von Christina Althen, Frankfurt am Main: S. Fischer, 2013–2015.
1. Jagende Rosse / Der schwarze Vorhang
2. Die Ermordung einer Butterblume. Gesammelte Erzählungen
3. Die drei Sprünge des Wang-lun
4. Wadzeks Kampf mit der Dampfturbine
5. Wallenstein
6. Berge, Meere und Giganten
7. Die beiden Freundinnen und ihr Giftmord
8. Reise in Polen
9. Manas
10. Berlin Alexanderplatz
11. Unser Dasein
12. Babylonische Wandrung oder Hochmut kommt vor dem Fall
13. Pardon wird nicht gegeben
14. Amazonas
15. November 1918
16. Der Oberst und der Dichter / Die Pilgerin Aetheria
17. Der unsterbliche Mensch / Der Kampf mit dem Engel
18. Schicksalsreise
19. Hamlet oder Die lange Nacht nimmt ein Ende
20. Die Geschichte vom Franz Biberkopf – Dramen – Filme
21. Schriften zu Leben und Werk
22. Schriften zu Ästhetik, Poetik und Literatur
23. Schriften zur Politik und Gesellschaft
24. Schriften zu jüdischen Fragen

### Nachlass
Döblins Nachlass liegt im Deutschen Literaturarchiv Marbach. Teile des Nachlasses sind im Literaturmuseum der Moderne in Marbach in der Dauerausstellung zu sehen, insbesondere das Manuskript zu Berlin Alexanderplatz.

## Weitere Darstellungen Döblins in der bildenden Kunst
- Emil Stumpp: Alfred Döblin (Kreide-Lithographie, 1928)[112]

### Monografien
- Heinz Ludwig Arnold: Alfred Döblin. (= text + kritik. Band 13/14). 2. Auflage. edition text + kritik, München 1972, ISBN 3-921402-81-6.
- Oliver Bernhardt: Alfred Döblin und Thomas Mann. Eine wechselvolle literarische Beziehung. Königshausen & Neumann, Würzburg 2007, ISBN 978-3-8260-3669-9.
- Sabina Becker: Döblin Handbuch. Leben – Werk – Wirkung. J.B. Metzler, Stuttgart 2016, ISBN 978-3-476-02544-9.
- Michael Bienert: Döblins Berlin. Literarische Schauplätze. Verlag für Berlin-Brandenburg, Berlin 2017, ISBN 978-3-945256-95-4.
- Robert Craig: Alfred Döblin: Monsters, Cyborgs and Berliners 1900-1933, Legenda, Cambridge 2021, ISBN 978-1-78188-926-8.
- Roland Dollinger, Wulf Koepke, Heidi Thomann Tewarson (Hrsg.): A Companion to the Works of Alfred Döblin. Camden House, Rochester 2004, ISBN 1-57113-124-8.
- Ulrich Dronske: Tödliche Präsens/zen. Über die Philosophie des Literarischen bei Alfred Döblin. Königshausen & Neumann, Würzburg 1998, ISBN 3-8260-1334-4.
- Clara Fischer: Experimentierfeld Versepos (1918–1933). Mit Studien zu Thomas Mann und Alfred Döblin. Wallstein, Göttingen 2024, ISBN 978-3-8353-5757-0.
- Birgit Hoock: Modernität als Paradox. der Begriff der „Moderne“ und seine Anwendung auf das Werk Alfred Döblins (bis 1933). Niemeyer, Tübingen 1997, ISBN 3-484-32093-1.
- Louis Huguet: Bibliographie Alfred Döblin. Aufbau-Verlag, Berlin/Weimar 1972.
- Stefan Keppler-Tasaki: Alfred Döblin. Massen, Medien, Metropolen. Königshausen & Neumann, Würzburg 2018, ISBN 978-3-8260-6573-6.
- Thomas Keil: Alfred Döblins „Unser Dasein“. Quellenphilologische Untersuchungen. Königshausen & Neumann, Würzburg 2005, ISBN 3-8260-3233-0.
- Helmuth Kiesel: Literarische Trauerarbeit. Das Exil- und Spätwerk Alfred Döblins. De Gruyter, Tübingen 1986, ISBN 3-484-18089-7.
- Erwin Kobel: Alfred Döblin. Erzählkunst im Umbruch. De Gruyter, New York 1985, ISBN 3-11-010339-7.
- Wulf Koepke: The Critical Reception of Alfred Döblin’s Major Novels. Camden House, New York 2003, ISBN 1-57113-209-0.
- Paul E. H. Lüth (Hrsg.): Alfred Döblin. Zum 70. Geburtstag. Limes, Wiesbaden 1948 (Festschrift).
- P. Lüth: Alfred Döblin als Arzt und Patient. Stuttgart 1985.
- Burkhard Meyer-Sickendiek: Was ist literarischer Sarkasmus? Ein Beitrag zur deutsch-jüdischen Moderne. Fink, Paderborn/München 2009, ISBN 978-3-7705-4411-0.
- Jochen Meyer (in Zusammenarbeit mit Ute Doster): Alfred Döblin. 1878–1978. Eine Ausstellung des Deutschen Literaturarchivs im Schiller-Nationalmuseum, Marbach am Neckar vom 10. Juni bis 31. Dezember. 4., veränderte Auflage. Deutsche Schiller-Gesellschaft, Marbach 1998, ISBN 3-928882-83-X (Katalog).
- Gaetano Mitidieri: Wissenschaft, Technik und Medien im Werk Alfred Döblins im Kontext der europäischen Avantgarde. Universitätsverlag Potsdam, Potsdam 2016, ISBN 978-3-86956-364-0.
- Marily Martínez de Richter (Hrsg.): Moderne in den Metropolen. Roberto Arlt und Alfred Döblin. Internationales Symposium, Buenos Aires – Berlin 2004. Königshausen & Neumann, Würzburg 2005, ISBN 3-8260-3198-9.
- Matthias Prangel: Alfred Döblin. Metzler, Stuttgart 1987, ISBN 3-476-12105-4.
- Klaus Müller-Salget: Alfred Döblin. Werk und Entwicklung. Bouvier, Bonn 1972, ISBN 3-416-00632-1.
- Gabriele Sander: Alfred Döblin. Reclam, Stuttgart 2001, ISBN 3-15-017632-8.
- Simonetta Sanna: Selbststerben und Ganzwerdung: Alfred Döblins grosse Romane. Lang, Bern 2003, ISBN 3-906770-74-5.
- Ingrid Schuster, Ingrid Bode (Hrsg.): Alfred Döblin im Spiegel der zeitgenössischen Kritik. Francke, Bern 1973, ISBN 3-7720-1063-6.
- Pierre, Kodjio Nenguie: Interkulturalität im Werk von Alfred Döblin (1878–1957): Literatur als Dekonstruktion totalitärer Diskurse und Entwurf einer interkulturellen Anthropologie Taschenbuch – 14. November, Ibidem 2005 Auflage 1, ISBN 3-89821-579-2.
- Sabine Kyora: Alfred Döblin. (= text + kritik. Band 13/14). Neufassung. 3. Auflage. edition text + kritik, München 2018, ISBN 978-3-86916-759-6.

### Biografien
- Armin Arnold: Alfred Döblin. Morgenbuchverlag, Berlin 1996, ISBN 3-371-00403-1.
- Oliver Bernhardt: Alfred Döblin. Deutscher Taschenbuchverlag, München 2007, ISBN 978-3-423-31086-4.
- Roland Links: Alfred Döblin: Leben und Werk. Volk und Wissen, Berlin 1965.
- Marc Petit: Die verlorene Gleichung. Auf den Spuren von Wolfgang und Alfred Döblin. Eichborn, Frankfurt am Main 2003, ISBN 3-8218-5749-8.
- Wilfried F. Schoeller: Döblin – Eine Biographie. Hanser, München 2011, ISBN 978-3-446-23769-8.[113][114]
- Klaus Schröter: Döblin. Rowohlt, Hamburg 1978, ISBN 3-499-50266-6.[115]

### Aufsätze
- Christina Althen: Alfred Döblin. Werk und Wirkung. In: Pommersches Jahrbuch für Literatur 2. Peter Lang, Frankfurt am Main 2007, ISBN 978-3-631-55742-6, S. 219–226.
- Christina Althen: „Der Blick in die Literatur spart manches Röntgenbild“. Doktor Alfred Döblin. In: Harald Salfellner (Hrsg.): Mit Feder und Skalpell. Grenzgänger zwischen Literatur und Medizin. Vitalis, Prag 2013, ISBN 978-3-89919-167-7, S. 353–375.
- Thomas Anz: „Modern wird modern“. Zivilisatorische und ästhetische Moderne im Frühwerk Alfred Döblins. In: Internationales Alfred-Döblin-Kolloquium Münster. Bern 1993, S. 26–35.
- Thomas Anz: Alfred Döblin und die Psychoanalyse. Ein kritischer Bericht zur Forschung. In: Internationales Alfred-Döblin-Kolloquium Leiden. Bern 1997, S. 9–30.
- Sabina Becker: Alfred Döblin im Kontext der Neuen Sachlichkeit I. In: Jahrbuch zur Kultur und Literatur der Weimarer Republik. 1995, ISBN 3-86110-090-8, S. 202–229.
- Steffan Davies, Ernest Schonfield (Hrsg.): Alfred Döblin. Paradigms of Modernism. De Gruyter, Berlin 2009, ISBN 978-3-11-021769-8.
- Klaus Hofmann: Revolution and Redemption: Alfred Döblin’s „November 1918“. In: The Modern Language Review. 103, 2, (April 2008), S. 471–489.
- Hans Joas: Ein Christ durch Krieg und Revolution. Alfred Döblins Erzählwerk November 1918. In: Akademie der Künste (Hrsg.): Sinn und Form. Band 67, Heft 6, Berlin 2015, ISBN 978-3-943297-26-3, S. 784–799.
- Erich Kleinschmidt: Döblin – Studien I. Depersonale Poetik. Dispositionen des Erzählens bei Alfred Döblin. In: Jahrbuch der deutschen Schillergesellschaft. 26, 1982, S. 382–401.
- Uwe Neumahr: Alfred Döblins Verschleierung: Von vermeintlichen Gästen auf Schloss Faber-Castell. In: Das Schloss der Schriftsteller. Nürnberg '46. Treffen am Abgrund. München: C. H. Beck, 2023, S. 139–146
- Gabriel Richter:
  - Dr. med. Alfred Döblin – Arzt, Schriftsteller, Patient und das Psychiatrische Landeskrankenhaus Emmendingen 1957. In: Volker Watzka (Hrsg.): Jahrbuch des Landkreises Emmendingen für Kultur und Geschichte 15/2001. Landkreis Emmendingen, 2000, ISBN 3-926556-16-1, S. 39–86.
  - Alfred Döblin (1878–1957): „Man kennt sich allmählich gründlich und möchte umziehen.“ (PDF; 0,3 MB) In: Deutsches Ärzteblatt, 22. Juni 2007.
- Klaus Müller-Salget: Alfred Döblin und das Judentum. In: Hans Otto Horch (Hrsg.): Conditio Judaica. Deutsch-jüdische Exil- und Emigrationsliteratur im 20. Jahrhundert. De Gruyter, Tübingen 1993, ISBN 3-484-65105-9, S. 153–164.
- Hans Dieter Schäfer: Rückkehr ohne Ankunft. Alfred Döblin in Deutschland 1945–1957. Ulrich Keicher, Warmbronn 2007.
- Manfred Schäfer: Alfred Döblin. In: Manfred Schäfer, Literaten in Oberstdorf. Von Gottfried Benn bis Carl Zuckmayer. LIT Verlag, Münster 2023, ISBN 978-3-643-15248-0, S. 34–45.
- Werner Stauffacher: Intertextualität und Rezeptionsgeschichte bei Alfred Döblin. „Goethe dämmerte mir sehr spät“. In: Zeitschrift für Semiotik. 24, 2002, S. 213–229.
- Christine Maillard: Trinitarische Spekulationen und geschichtstheologische Fragestellungen in Alfred Döblins Religionsgespräch Der unsterbliche Mensch. In: Internationales Alfred-Döblin-Kolloquium Münster. Bern 2006, S. 171–186.

### Lexikonartikel
- Thomas Anz: Döblin, Alfred. In: Bruno Jahn (Hrsg.): Die deutschsprachige Presse. Ein biographisch-bibliographisches Handbuch. Band 1, KG Saur, München 2005, ISBN 3-598-11710-8, S. 212–213.
- Thomas Anz: Döblin, Alfred. In: Wilhelm Kühlmann (Hrsg.): Killy Literaturlexikon. Autoren und Werke des deutschsprachigen Kulturraumes. 2. Auflage. Band 3, Berlin / New York 2008, ISBN 978-3-11-020376-9, S. 58–62.
- Meike Pfeiffer: Döblin, Alfred. In: Christoph F. Lorenz (Hrsg.): Lexikon der Science Fiction-Literatur seit 1900. Mit einem Blick auf Osteuropa. Peter Lang, Frankfurt am Main 2016, ISBN 978-3-631-67236-5, S. 239–244.
- Uwe Schweikart: Döblin, Alfred. In: Bernd Lutz und Benedikt Jessing (Hrsg.): Metzler Autoren Lexikon. Deutschsprachige Dichter und Schriftsteller vom Mittelalter bis zur Gegenwart. 3. aktualisierte und erweiterte Auflage. Springer-Verlag, Stuttgart 2004, ISBN 978-3-476-02013-0, S. 131–133.
- Manfred Vasold: Döblin, Alfred. In: Werner E. Gerabek, Bernhard D. Haage, Gundolf Keil, Wolfgang Wegner (Hrsg.): Enzyklopädie Medizingeschichte. De Gruyter, Berlin / New York 2005, ISBN 3-11-015714-4, S. 317.

## Dokumentation
- Den Kopf zwischen den Schultern trägt jeder für sich, Alfred Döblins Polenreise. Ein Film von Vera Botterbusch, 60 Min. BR 1992
- Die Döblins – Eine sonderbare Familienlage – Ludger Bült im Gespräch mit Claude Döblin, 55 Minuten, Ursendung: 15. Mai 2001, MDR Kultur
- Alfred Döblin: Adler und Amokläufer. Regie: Jürgen Miermeister, 2007. 45 Minuten Sendezeit.